# Pré-história do Egito

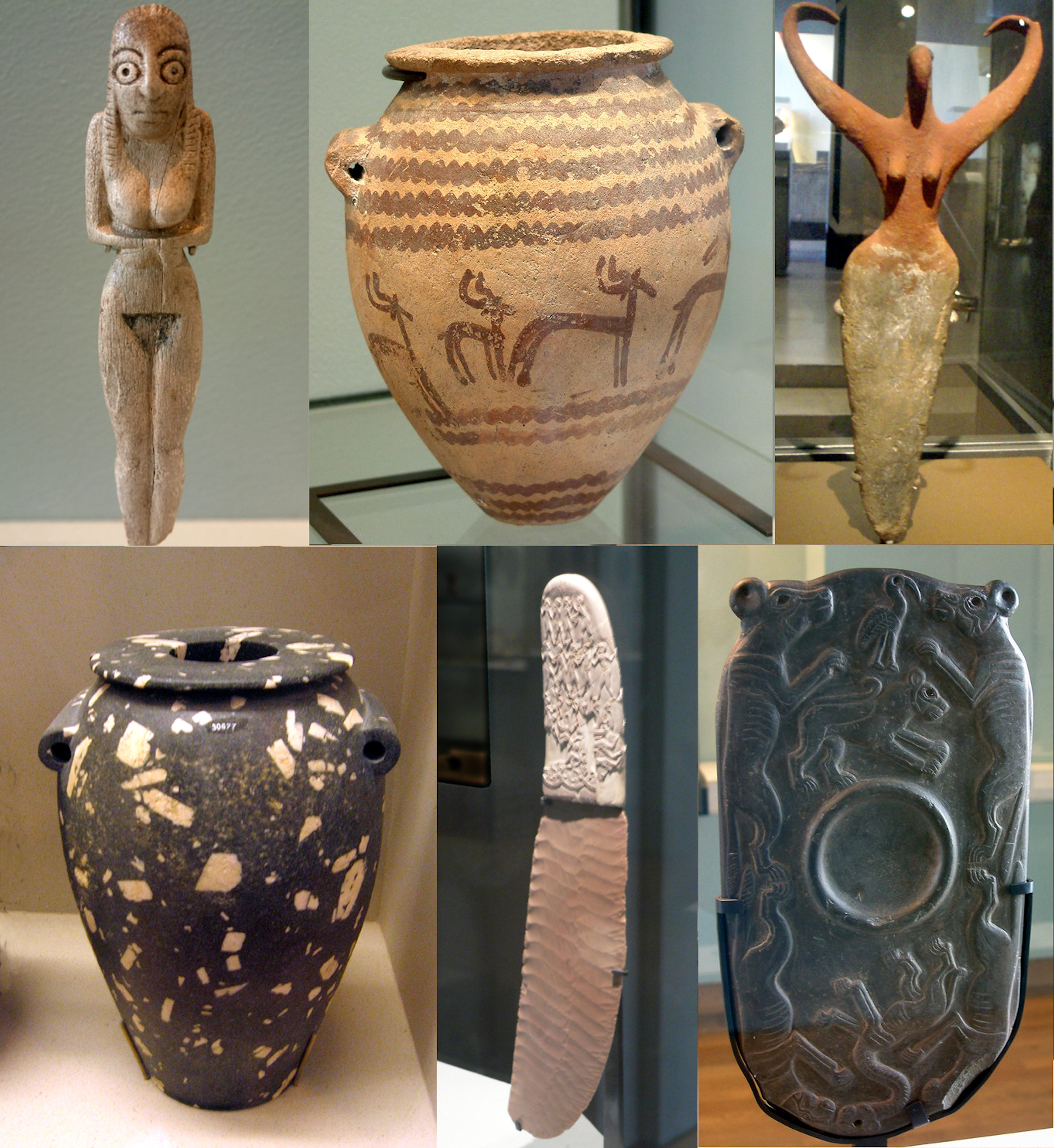
Peças arqueológicas da Egito pré-histórico.

A pré-história do Egito, engloba o período ou, até mesmo uma gama de tempo, que se estende desde os primeiros testemunhos e registros humanos até a recente civilização egípcia, forma-se, através da unificação entre o Alto Egito e o Baixo Egito, em torno de 3,000 a.C..

## Paleolítico

### Paleolítico Inferior

#### Cultura Acheuliana

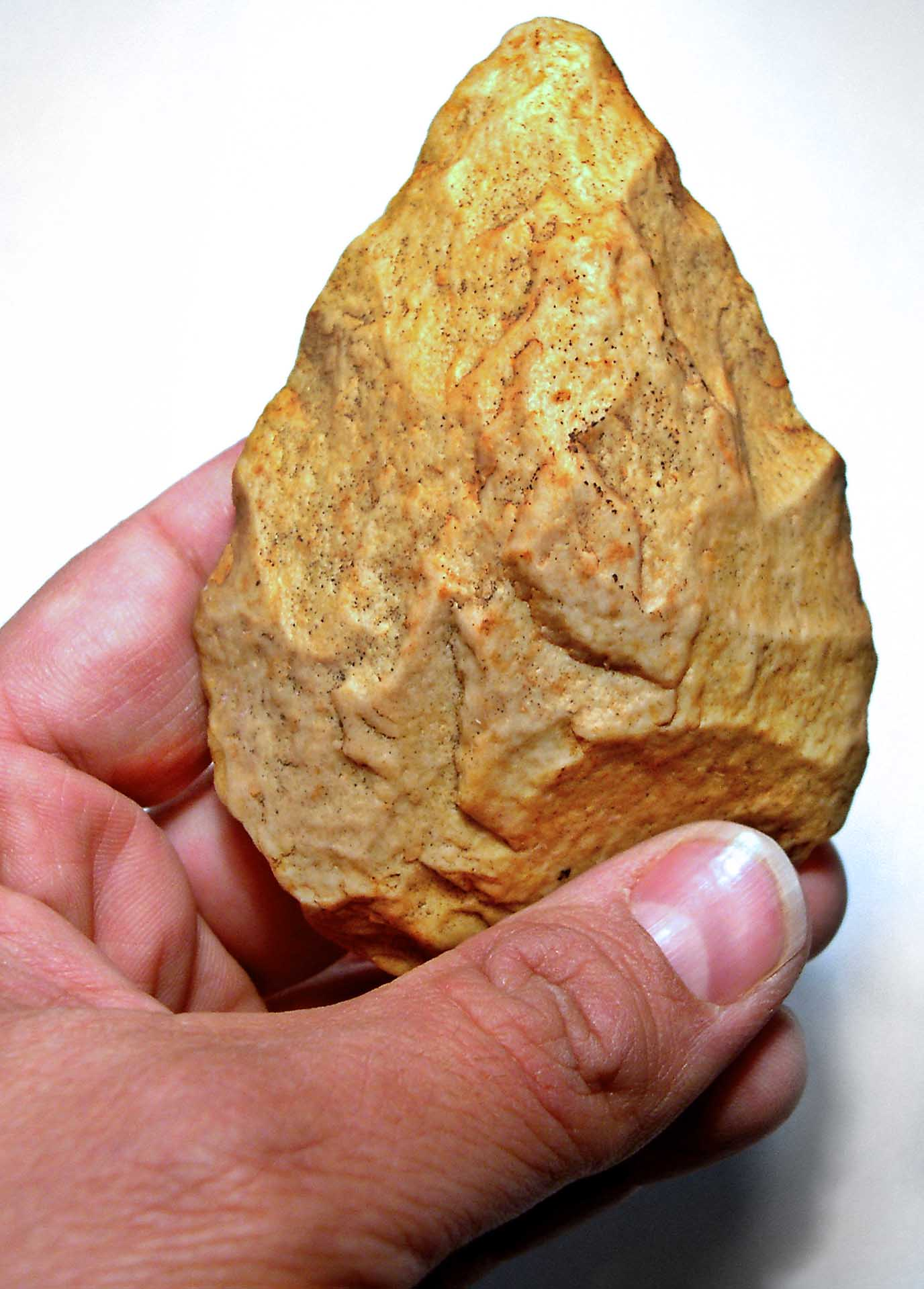
Bifacial acheulense

A cultura acheuliana (1 700 000 — 100 000 AP) foi, segundo Phillipson "um dos fenômenos mais notáveis e menos compreendidos da pré-história mundial". Possivelmente o Egito teve um importante papel na dissipação dos hominídeos pelos demais continentes devido sua função como ponte terrestre: "por causa de sua posição geográfica, o Egito certamente serviu como um canal importante para os primeiros humanos que migram da África Oriental (...) infelizmente, apenas uma evidência muito escassa desse evento está disponível e, pior ainda, não pode ser datado". A evidência mais antiga da presença acheuliana no Egito remonta a 700 000 AP em Abul-Simbel; possivelmente, como supõe Midant-Reynes, tais hominídeos chegaram a região para aproveitar os recursos oferecidos pelo rio: "levados a mercê das estações do ano e eventos climáticos, esses pequenos grupos de caçadores-coletores eram capazes de cobrir várias centenas de quilômetros a cada ano na trilha das grandes manadas, dedicando-se à produção de ferramentas bifaciais". O período acheuliano findou no Egito em torno de 250 000 AP como consequência da deterioração das condições climáticas.
Durante toda a existência desta cultura há evidente predomínio de uniformidade na manufatura de ferramentas líticas: "A imutabilidade do acheulense tem nenhum protótipo real em nosso mundo, e provavelmente tem algo a ver com as capacidades cognitivas dos próprios hominídeos. Parece que eles podem ter dependido pesadamente do aprendizado em sua tecnologia, mais isso pode ter sido e grande parte por meio da imitação, sem muita ênfase na inovação"; "Apesar da aparente uniformidade das indústrias líticas acheulianas, há boas razões para acreditar que este longo período durante o qual foi uma evolução dos comportamentos humanos importantes ocorreu nos campos conceptual, linguístico, social e organizacional". Sua indústria lítica, baseada em rochas ígneas, quartzito e esporadicamente sílex, tinha como principais formas lâminas bifaciais para fabricação de machados, picaretas, machadinhas e cutelos. Os sítios do períodos localizam-se em antigas fontes de água ou em regiões com matéria-prima disponível; as mais antigas evidências de moradias acheulianas localizam-se na fronteira entre Sudão e Egito, no sítio de Arkin 8 em Uádi Halfa.

### Paleolítico Médio
Concomitantemente com o fim da cultura acheuliana há o início do processo de desertificação do Saara: "o fim do período acheuliano corresponde a um declínio gradual na atividade e em seguida o secamento das fontes de água"; "o Vale do Nilo tornou-se no principal local de refúgio até o Holoceno pluvial, atuando não apenas como ponto de encontro físico, mas também como ponto de fusão cultural." Neste momento "é difícil saber se a substituição das indústrias do Paleolítico Inferior por aquelas do Paleolítico Médio é um resultado do desenvolvimento indígena ou influências externas; "Dada a ausência de estratigrafia e da falta de datas suficientemente numerosas ou precisas não é de surpreender que tenha se mostrado tão difícil estabelecer um quadro cronológico para o paleolítico médio. As variações de um local para o outro e de grupo para grupo pode ser explicada tando em termos de diversidade funcional, como em diferenças cronológicas".

Reconstrução da técnica Levallois

Neste momento "Em muitas partes do Velho Mundo houve uma mudança tecnológica gradual se afastando das grandes machadinhas e cutelos que caracterizam a acheuliana. Essa transição começou entre 200 000 x e 100 000 anos atrás e, mais tarde, em algumas regiões. Machadinhas, cutelos e outras ferramentas de núcleo grande praticamente caíram fora do conjunto de ferramentas do homem, substituídas por ferramentas menores, algumas das quais tinham sido atingidas por tipos especiais de núcleos preparados"; as indústrias do paleolítico médio "mostram uma tecnologia de produção de ferramentas de pedra que é claramente derivada daquela do acheulense tardio, sendo muitas vezes, baseada em elaborações (eventualmente com tamanho reduzido) de núcleos preparados ou técnica Levallois". No paleolítico Médio há predomínio da técnica mousteriense: "130 000 anos atrás, a solução novamente tornou-se generalizada. A indústria, em seguida, prevalecente é do tipo conhecido como mousteriana (...) após o seu homólogo muito similar e amplamente contemporâneo"; é caracterizada pelo "abandono gradual das ferramentas bifaciais ao mesmo tempo que houve um aumento do uso de ferramentas de lascas, correspondendo a um determinado procedimento preparatório". A indústria mousteriense tinha como principal característica a técnica de redução de núcleos líticos conhecida como Levalloisiana: por meio de tal técnica era possível produzir diversas lascas finas, agudas e de tamanho quase idêntico com apenas um único núcleo lítico que poderiam ser acopladas a hastes de madeira, proporcionando um aumento na eficiência da caça assim como mudanças nas táticas predatórias.
Sítios pedreira fornecem informações acerca das técnicas de extração e quais matérias-primas foram empregadas; entre sítios dos desertos foram identificados restos faunísticos (porcos, lebres, gatos selvagens, búfalos, girafas, rinocerontes, gazelas, elefantes, cudos, rateis, damões, crocodilos, clarias, moluscos) e botânicos (clematis, acacias, grama e Ficus sp.) que nos dão pista da subsistência do período.

#### Cultura Paleolítico Médio Núbio
Representado tanto na Núbia como no Egito, essa forma de levallois evoluiu dos primórdios do paleolítico médio, sendo chamado de paleolítico médio núbio em decorrência de sua tecnologia característica, a levalloisiana núbia. Seu sítio mais característico foi Arkin 5: localizado em uma região com abundância em arenito ferruginoso, possivelmente serviu como um sítio pedreira para extração de tal matéria-prima; possuí semelhanças com a indústria Lupembana.

#### Cultura Sangoana
A cultura Sangoana (inicialmente identificada no Congo e nas cataratas Kalambo) desenvolveu-se na Núbia no sítio 8-B-11 entre 220.000 a 150.00 AP. Nos níveis ocupacionais sangoanos foram identificados martelos, mós, machados, núcleos, ferramentas lascadas, dois machados lanceolate (um de quartzo e o outro de arenito), duas placas possivelmente utilizadas como componentes estruturais e torrões de ocre vermelho e amarelo. Van Peer conclui que "em contraste com a acheuliana, o início da IDM sangoana mostra comportamentos sofisticados que envolvem investimento tecnológico e simbólico considerável".

#### Cultura Musteriana Saarana
Sítios como Bir Tarfawi e BIr Sahara ilustram as ocupações de curta duração dos hominídeos da cultura Saara Musteriana durante as pequenas fases úmidas do período; em Bir Sahara foram atesados cinco ocupações musterianas cada uma ligada com um depósito lacustre.

#### Cultura Musteriana Núbia
A cultura Musteriana Núbia alberga onze concentração materiais de Uádi Halfa que foram, segundo Anthony Marks, divididas em dois grupos: Musteriana A (presença de raspadores e buris e falta de bifaciais) e Musteriana B (similaridade com Musteriana A e presença de bifaciais).

#### Grupo egípcio K
O grupo cultural egípcio K utilizou-se do método Levallois clássico, assim como de lascas produzidas com núcleos simples ou duplos.

#### Grupo egípcio N
O grupo cultura egípcio N utilizou o método Levallois núbio para fabricação de líticos.

#### Cultura Taramsana
A cultura Taramsana desenvolveu-se entre 55000-45000 AP. Em Taramsa-1 foi identificado um jazigo de uma criança datado de 55000 AP: "os ossos mal conservados foram de um subadulto 'humanos anatomicamente modernos' similar na aparência às populações mechtoids do epipaleolítico norte africano. A posição do corpo, bem como a profundidade do poço em que foi encontrado (...) sugere que a criança não teria morrido neste local, mas teria sido deliberadamente trazida aqui para ser enterrada".
Esta cultura possuía uma "clara tendência para a produção de lâminas de grandes núcleos, onde, em vez de se obter algumas lascas levallois de cada núcleo individual, com um processo praticamente contínuo de produção de lâminas, foi possível criar um grande número de lâminas de cada núcleo". Alguns sítios pedreira analisados forneceram preciosas informações acerca dos métodos de extração de quartzo e sílex: "a busca de sílex de boa qualidade e o uso de especializadas ferramentas produzidas demonstram a complexa organização dos habitantes do Vale do Nilo naquela época"

#### Cultura Khormusana
A cultura Khormusana desenvolveu-se entre 55000-45000 AP (segundo Grimal desenvolveu-se entre 45000-20 000 a.C.) quando então começou a ser substituída por outras culturas que estavam se desenvolvendo na região. Os khormusanos foram eficientes caçadores, coletores e pescadores: foram evidenciados abundantes restos faunísticos de peixes, bubalinas, gazelas, bovídeos, roedores e aves. Desenvolveram ferramentas avançadas ferramentas líticas, ósseas e de hematita: raspadores, buris, perfuradores e pontas de flechas foram produzidas como arenito ferruginoso, quartzo, riólito, calcedônia, ágata e madeira fossilizada.

#### Indústria Ateriana

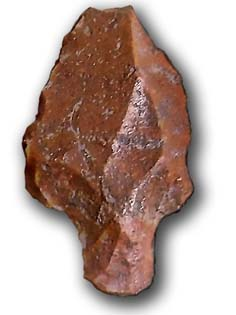
Ferramenta da cultura ateriana

A cultura ateriana foi uma indústria muito difundida na África do Norte: "Conjuntos aterianos são encontrados em todo o Saara adequado, desde a costa atlântica quase tão longe no Oriente como o Nilo". Tal indústria desenvolveu-se a partir do uso de tecnologias musterianas e do método levallois: núcleos discoides e em forma de tartaruga de ágata, calcedônia e basalto foram produzidos para fabricação de pontas líticas postumamente acopladas em hastes de madeira. As pontas líticas aterianas são muito pesadas o que levou a muitos suporem que tivessem sido utilizadas como dardos ou lanças, no entanto, a arqueóloga Gertrude Canton-Thompson salienta a possibilidade de terem sido empregadas como flechas.
A cultura ateriana possuía uma subsistência baseada na caça de animais de pequeno, médio e grande porte: rinocerontes, camelos, bovídeos, gazelas, raposas, chacais, javalis, avestruzes, burros selvagens, tartarugas e aves.

### Paleolítico Superior
O Paleolítico Superior foi criado para que houvesse uma separação entre o Paleolítico Médio e Paleolítico Final em vista dos evidentes hiatos ocupacionais evidenciados neste períodos: há poucos períodos na Núbia e Egito e estes estão confinados ao Vale do Nilo. "Isso se encaixa bem nos dados ambientais e climáticos que apontam para um período de extensa dissecação do Saara oriental entre 60 000 e 11 000 AP, coincidindo com o frio da ultima glaciação, e um período de extrema seca identificada em Dachla entre 20 000 e 14 000 AP nas águas subterrâneas do Saara". Devido as condições áridas, com exceção do Nilo, apenas do Sinai foi habitado entre 36000-29000 AP.
O mais antigo sítio do período é a pedreira Nazlet Khater-4 datada entre 35 000 e 30 000 AP: possui valas, poços, galerias subterrâneas e trincheiras nas seções verticais; os líticos encontrados são raspadores, denticulados, buris, machados e foliares bifaciais. Foram identificadas duas sepulturas nas proximidades do sítio.

#### Cultura de Xuicate
A cultura de Xuicate desenvolveu-se principalmente em Quena e Esna tendo ela sido mais recente que a pedreira Nazlet Khater-4 (o sítio Xuicate-1 foi datado de 25000 AP). Sua indústria lítica foi caracterizada pelo uso de grandes lâminas, lâminas denticuladas, buris e raspadores.

### Paleolítico Tardio
É o período final do paleolítico egípcio, tendo todas as mudanças verificáveis sido consideradas como obras do Homo sapiens: "A mudança foi quase imperceptível nas sequências bem estratificadas da África Oriental que datam do Pleistoceno Inferior e Médio. A primeira aceleração notável começou em associação com o surgimento do Homo sapiens durante a segunda metade do Pleistoceno Superior". Entre 13000-12000 AP o Vale do Nilo entrou numa fase conhecida como "Nilo Selvagem", onde o Nilo teve diversas oscilações de seu nível acompanhadas de enchentes rápidas. Há uma generalizada adaptação da vida ribeirinha: caça e pesca tornam-se substancialmente importantes e há uma tendência para o parcial sedentarismo e armazenamento de alimentos.
Em 11500 AP o clima tornou-se árido o que causou um desestímulo para a ocupação humana: corpos encontrados em alguns jazigos pelo Nilo possuem cortes profundos o que sugere que houve intensa competição por recursos.

#### Cultura Fakhuriana
A Cultura Fakhuriana desenvolveu-se entre 21 000 e 19 500 AP tendo ela sido uma indústria baseada inteiramente em ferramentas microlíticas; suas ferramentas eram lamenas apoiadas, peças retocadas, perfuradores, entalhes, denticulados, raspadores finais, truncamentos e denticulados. Foram evidenciados restos faunísticos de búbalus, gazelas e bovídeos.

#### Cultura Kubbaniyana
A Cultura Kubbaniyana desenvolveu-se entre 19000-17000 AP na região de Uádi Cubania. Suas habitações indicam assentamentos semi-permanentes ou permanentes. A indústria lítica era baseada na produção de lamelas apoiadas com retoque Uchtata, entalhes, raspadores, denticulados, perfuradores, buris, mós, pilões e almofarizes com sílex, quartzo, madeira fossilizada, calcedônia,ágata, granito, jaspe, arenito e basalto.
Foram identificados restos faunísticos (peixes-gato, tilápias, enguias, patos, gansos, bovídeos, bubalinas, gazelas e conchas de moluscos) e botânicos (tamargueiras, acácias, camomilas, tubérculos, samambaias, aspargos, umbelas, lírios d'água e frutas de palmeira). Possivelmente foi a primeira cultura do vale do Nilo que praticou a estocagem de alimentos por meio de desidratação ou defumação.

#### Cultura Idfuana
A Cultura Idfuana desenvolveu-se entre 18000-17000 AP. Desenvolveu uma técnica levallois característica para fabricação de buris e raspadores, tendo ela influenciado culturas vizinhas como a safahana.

#### Cultura Safahana
A cultura safahana caracterizou-se pelo uso da técnica levallois idfuana.

#### Cultura Halfana
A Cultura Halfana floresceu em Uádi Halfa entre 18 000-15 000 a.C.. Com base na maior concentração de artefatos, supõe-se que os halfanos não eram obrigados a vagarem sazonalmente. Foi caracterizada pela produção de micrólitos com núcleos levallois.

#### Cultura Edfuana
A cultura Edfuana desenvolveu-se no Alto Egito contemporaneamente à cultura halfana tendo ela sido notória pela produção de lâminas utilizando o método levallois.

#### Cultura de Macadma
A cultura de Macadma desenvolveu-se em cinco sítios espalhados pela região de Quena, sendo um deles (Macadma 1) datado do paleolítico tardio inicial. A indústria lítica é composta por raspadores, lâminas curtas, buris, entalhes, denticulados, lascas, lamelas apoiadas e micrólitos geométricos feitos com sílex, basalto e calcário; pontas de osso foram identificadas. A subsistência foi baseada na caça (aves, coelhos, pequenos carnívoros, hipopótamos, auroques, bubalinas, moluscos, rãs, sapos) e pesca (clarias e tilápias); os peixes eram armazenados através de defumação.

#### Cultura Silsilliana
A Cultura Silsilliana ou Ballanana-Silsiliana desenvolveu-se entre 16000-15000 AP. A indústria lítica era baseada na produção de lâminas, lâminas truncadas, ferramentas triangulares e trapezoidais, buris, lamelas apoiadas e truncadas e micrólitos (flechas, foices e arpões) com sílex, calcedônia, jaspe, ágata, cornalina e diorito. Três sítios contendo pinturas rupestres foram encontrados em Qurta, Com Ombo.
Os restos faunísticos localizados nos sítios de Com Ombo sugerem uma subsistência baseada na caça (auroques, bubalinas, gazelas, hipopótamos, aves) e pesca (clarias e bagres) com uma economia mista orientada tanto pelo fluxo do deserto como dos recursos alimentares.

#### Cultura Sebiliana
A cultura Sebiliana desenvolveu-se na região de Com Ombo entre 15 000 e 11 000 AP; é dividida em três fases distintas, com base nos artefatos criados e nas técnicas utilizadas para fazê-los. A primeira fase, a Sebiliana I, também chamada Sebiliana Inferior, não passa de uma versão modificada da Indústria Levallois com pontas retocadas e os primeiros buris. As fases Sebiliana II e III são as verdadeiras fases dessa indústria que se transformou em uma autêntica indústria de micrólitos onde ocorreu a troca de diorito por sílex, que é mais durável e mais maleável. Os sebilianos também fabricaram lascas grandes, micrólitos geométricos e utilizavam a técnica de microburis produzindo ferramentas de arenito, quartzo ou rocha vulcânica.

#### Cultura de Sebeque
A Cultura de Sebeque desenvolveu-se na região de Com Ombo contemporaneamente com as culturas Silsiliana e Sebiliana. A indústria lítica era baseada quase exclusivamente em lâminas, não havendo exemplos de formas geométricas, microburis e pontas. A subsistência era baseada na caça (gazelas, antílopes, hipopótamos) e pesca.

#### Cultura Gemaiana
A Cultura Gemaiana desenvolveu-se na núbia entre 15 000 e 10 000 a.C. tendo substituído a Cultura Halfana. A indústria lítica baseou-se no método Levallois, no entanto, há uma mudança na tradição acrescentando-se o retoque marginal. Essa mudança parece estar relacionada puramente a valores estéticos e não a necessidades econômicas, já que além da gemaiana diversas outras culturas possuem a mesma base econômica.

#### Cultura Dabarosana
A Cultura Dabarosana desenvolveu-se em parte da região antes dominada pela cultura Khormusana em cerca de 15 000 a.C.. Por meio de uma técnica de núcleo de duas extremidades produziu lâminas, denticulados, raspadores, perfuradores e buris.

#### Cultura Menchiana
A cultura Menchiana desenvolveu-se em Com Ombo entre 14 000 e 11 000 AP e foi por vezes considerada em parte parecida com a cultura aurignaciana do Oriente Próximo. Sua indústria lítica baseou-se em raspadores, lâminas e lascas pesadas, furadores e buris ásperos. Possivelmente foi contemporânea da fase II da Cultura Sebiliana pois entre os achados foram encontrados várias peças típicas desta última.

#### Cultura Isnana
A cultura Isnana desenvolveu-se na região de Esna entre 13000-12500 AP; foram encontradas possíveis evidências de agricultura primitiva e até mesmo domesticação animal, embora nada seja conclusivo. A indústria lítica foi baseada em grandes lascas, raspadores finais, entalhes, denticulados e lamelas.

#### Cultura Afiana
A cultura de Afia desenvolveu-se entre 12900-12300 AP em Tomás Afia, Com Ombo e Uádi Cubania; coincidiu com as mudanças climáticas do fim da última glaciação. A indústria lítica era composta por lâminas produzidas através da técnica levallois, mós, lascas alongadas, lamelas apoiadas, lunados e microburis.

#### Cultura de Quada
A cultura de Quada desenvolveu-se em torno de 12000 AP da Segunda Catarata ao sul do Egito.[carece de fontes?] Ao todo foram identificados três cemitérios quadanos que apresentam as primeiras evidências de uso de espólio em túmulos, assim como de conflitos: muitos dos corpos identificados possuem profundos ferimentos pelo corpo o que sugere assassinato e, consequentemente, a conquista da cultura quadana pelos caçadores e coletores do deserto durante uma das fases secas do período. É evidente em alguns sítios o abandono da pesca, possivelmente porque os grãos cultivados e os grandes rebanhos de animais de grande porte que ainda caçavam, criou uma nova dieta auto-suficiente.
A indústria lítica do período baseou-se em micrólitos, especialmente lunados, e mós. Phillipson sugere que a "variação nas frequências percentuais dos vários tipos de ferramentas micrólitas encontradas em locais diferentes reflete a variedade de atividades realizadas pela população". Phillipson também afirma que os habitantes locais eram mechtoids.

### Hiatos ocupacionais
Após a Fase "Nilo Selvagem" aparentemente o Egito passou por um período de gradual despovoamento; além das culturas já estabelecidas não existem novos sítio no Alto e Médio Egito assim como nos Desertos Oriental e Ocidental. Esse período estendeu-se entre 12 000 e 8 000 AP e foi marcado por mudanças climáticas: "Uma grande mudança climática ocorreu: as chuvas haviam retornado em cerca de 14 000 AP e estas foram seguidas por uma fase úmida de 12000 a 7500 AP. Grupos de pessoas puderam assim gradualmente reocupar a zona do Sael e do Saara, que tinham sido até então desertas". Possivelmente os hiatos verificados tenham ocorrido devido a oscilações anormais do leito do Nilo.

## Epipaleolítico
O epipaleolítico assistiu ao deslocamento de grandes massas populacionais para o Vale do Nilo devido as radicais transformações assistidas no Orienta Médio após a descoberta da agricultura e do começo do processo de sedentarismo. Durante o epipaleolítico o Egito não se torna sedentário. Por volta de 10 000 AP diversas regiões do Egito volta a ser reocupadas: deserto ocidental em 10 000 AP, Nabta Plaia em 9 500 AP e o Nilo, especialmente em Elcabe e Faium em 8 000 AP.

### Cultura de Muxabi
A Cultura de Muxabi desenvolveu-se no Vale do Nilo entre 14 500 e 11 000 AP e foi considerada como precursora da cultura natufiana, a cultura que segundo evidências arqueológicas desenvolveu os primeiros processos agrícolas conhecidos. Segundo evidências arqueológicas os muxabianos migraram para a região do Levante onde fundiram-se com a cultura Kebarana: "Os sítios muxabianos do Sinai são interpretados como restos de grupos móveis enxertados fora da região do Nilo, atraídos pela expansão do meio ambiente". Esse argumento é considerado por meio da ocorrência precoce da técnica de microburis no Vale do Nilo: "No entanto, a recente descoberta do uso ainda mais antigo de microburis na bacia de Azraque fundamentalmente enfraquece o argumento, e pode até indicar a difusão desta técnica em outra direção". Fellner acredita que a cultura muxabiana deriva da Cultura de Nizania do Negueve.
A indústria lítica muxabiana é caracterizada por lamelas arqueadas, pontas La Mouilla, lunados heluanianos, triângulos escalenos e truncados produzidos com a técnica microburis; a economia baseia-se, segundo os líticos, em exploração vegetal.

### Cultura Ramoniana
A Cultura Ramoniana desenvolveu-se no Sinai e Deserto de Negueve entre 13/12500-11500, tendo ela sido possivelmente contemporânea, em sua final, da cultura natufiana. Os sítios ramonianos caracterizam-se pela proximidade das extensas rotas naturais de comunicações em detrimento da proximidade de fontes duráveis de água. A indústria lítica era caracterizada pela produção de microburis, raspadores, entalhes, lâminas/lamelas estreitas e alongadas e a ponta Ramon - lâmina geralmente côncava apoiada e truncada fabricada pela técnica microburil; há presença entre as concentrações líticas de lunados heluanianos e entalhes e denticulados natufianos. Entre os achados ramonianos foram localizados cascas de moluscos do mar Vermelho.

### Cultura Harifiana
A cultura harifiana desenvolveu-se no Sinai e Negueve entre 10.800/10.500-10.200/10.000 AP, sendo uma representante notável de adaptabilidade as condições locais. Os harifianos era nômades e viviam em casas semi-subterrâneas aproximadamente alinhadas e com fornos. São considerados como migrantes do Faium e dos desertos do leste do Egito durante o mesolítico final, tendo eles se fundido com a cultura Pré-cerâmica Neolítica B, cujo instrumento de aglutinação se assemelha à dos harifianos, que levou à Circum Arabian Nomadic Pastoral Complex (Complexo Pastoril do Círculo de Árabes Nômades), um grupo de culturas que inventaram o pastoreio nômade, e pode ter sido a cultura que espalhou as línguas protossemíticas em toda Mesopotâmia.
A indústria lítica harifiana era baseada em micrólitos (especialmente a ponta Harife), lunados, raspadores, ferramentas em forma de triângulos isósceles. Os restos faunísticos indicam subsistência baseada na caça (gazelas, ovelhas selvagens, lebres, onagros, auroques e moluscos).

### Ocupações do Deserto Ocidental
Farafra voltou a ser ocupado em 9650 AP por caçadores-coletores que produziam lâminas, lamelas apoiadas e lascas de buris; Em Gilfe Quebir produziu-se lâminas longas e estreitas, truncados, lamelas ressaltadas e triângulos escalenos longos.

#### Cultura Masarana
A cultura Masarana desenvolveu-se no oásis Dachla muito após as chuvas terem regressado ao deserto ocidental; os achados, especialmente líticos, e os sítios foram divididos em três unidades culturais (A, B, C) que foram, em certo ponto, contemporâneas:
- Unidade A: Os sítios estão localizados na região norte do oásis, em um cume de arenito; os achados líticos são caracterizados por lâminas, lamelas, entalhes, denticulados, furadores e mós de sílex e quartzito;[82]
- Unidade B: Os sítios estão localizados principalmente ao norte do cume de arenito sendo caracterizados por superfícies dispersas em bacias rasas com presença de fornos de arenito; os líticos são reformulações da unidade anterior tendo ocorrido uma diminuição da gama de ferramentas; há cascas de ovo de avestruz;[82]
- Unidade C: Os sítios estão confinados no sudoeste do deserto e são caracterizados pela presença de estruturas circulares de pedra em covas rasas (possíveis cabanas), silos e fornos de arenito; há presença de mós, contas de casca de ovo de avestruz e ferramentas de pedra calcária. A subsistência era baseada na caça (bubalinas, gazelas, bovídeos, elefantes) e pesca.[82]

### Cultura Arkiniana
A cultura Arkiniana desenvolveu-se na região de Uádi Halfa entre 10500-9500 AP tendo ela sido considerada como uma das mais amplas culturas epipaleolíticas do Nilo: "Do ponto de vista tipológico, a Arkiniana faz parte da ampla gama de indústrias epipaleolíticas norte africanas, e a análise estatística do grupo de lamelas apoiadas revela semelhança com a Iberomaurusiana". A indústria lítica foi baseada principalmente em microburis (o retoque Ouchtata é notório) e mós, embora exemplos não microlíticos são evidentes; as matérias primas são sílex, ágata, jaspe, rochas ígneas, madeira fossilizada e arenito ferruginoso. A subsistência baseou-se na caça (bubalinas, auroques, gazelas, hipopótamos, bovídeos) e pesca.

### Cultura Cartum Mesolítico
A Cultura Cartum Mesolítico desenvolveu-se nas regiões de Shendi e Cartum entre 9300-6400 AP; há evidencias de sepultamento onde os corpos foram depositados de forma contraída com contas de casca de ovo de avestruz. A subsistência do período baseou-se na caça (porcos-espinho, javalis, búfalos, crocodilos, tartarugas, hipopótamos) e pesca: "O Cartum Mesolítico evoluiu em uma época quando o Saara estava desfrutando de condições climáticas favoráveis em ambientes lacustres; a representação do arpão é indicativo de uma economia baseada na pesca (junto com a caça e coleta)". Lascas microlíticas, anéis de pedra, pilões e almofarizes são as principais formas da indústria lítica que era baseada no uso de sílex, quartzo e riolito; arpões farpados foram feitos com osso. A cerâmica era formada por tigelas marrom decoradas com linhas onduladas ou linhas pontilhadas.

### Cultura Lakeitiana
A Cultura Lakeitiana, localizada no deserto oriental, foi notória por suas serras fortemente denticuladas, juntamente com seus dardos perpendiculares.

### Cultura de Carum
A Cultura de Carum desenvolveu-se no Faium entre 8100-7100 AP em diversos sítios espalhados pela zona. Seus sítios eram pequenos, possivelmente sazonais e de curta duração; ao longo do processo de transição econômica os sítios aumentaram em tamanho e número. A indústria lítica é composta por lamelas (algumas são apoiadas e possuem a base retocada ou truncada), lâminas apoiadas, entalhes retocados, denticulados, microburis, micrólitos geométricos, truncados basais e distais, raspadores finais e perfuradores; há presença de arpões e pontas cilíndricas feitas com osso. A subsistência baseava-se na caça (bubalinas, bovídeos, gazelas, hipopótamos, aves, tartarugas), pesca (clarias, tilápias) e coleta vegetal.

### Cultura de Elcabe
A cultura de Elcabe desenvolveu-se nos desertos oriental e ocidental, assim como no Vale do Nilo por volta de 8 000 AP. Segundo Vermeersch os elcabianos eram "caçadores nômades seguindo a comida pelas rotas do oeste com a pesca e a caça no Vale do Nilo durante o inverto e a exploração do deserto durante o verão chuvoso". A indústria lítica foi composta por lamelas, geométricos, microburis incluindo triângulos escalenos alongados, entalhes, denticulados, raspadores e mós de sílex; espátulas de osso e cascas de ovo de avestruz foram identificados. A subsistência era baseada na caça (auroques, gazelas, bovinos e caprinos selvagens, tartarugas de casca mole, hipopótamos, bubalinos, chacais, ouriços) e pesca (peixes, moluscos).

### Cultura de Heluã
A cultura de Heluã desenvolveu-se nas proximidades do Cairo, especialmente no sítio de Heluã; possui relações com as culturas epipaleolíticas do Sinai e Levante. Sua indústria lítica baseou-se na produção de lascas, lâminas (retocadas com estilo Uchtata), micrólitos geométricos (lunados, triângulos escalenos e isósceles, segmentos circulares, microburis) e pontas heluanas (lamelas retocadas com bordas entalhadas); a ponta heluana difundiu-se pelo Médio Eufrates por volta de 7 600 a.C. tendo desaparecido por volta de 6 800 a.C..

### Cultura Shamarkiana
A cultura Shamarkiana desenvolveu-se na Núbia em torno de 7700 AP tendo, após sua dissolução, surgido na região importantes avanços: maior sedentarismo, primeiros exemplos de cerâmica e possível surgimento da pecuária e, até certo ponto, da agricultura. A indústria lítica era baseada em microlâminas, lamelas de sílex; sua subsistência baseava-se principalmente na exploração de recursos aquáticos (peixes e moluscos).

### Hiatos ocupacionais
Entre 8 000 e 6 500 AP há indícios de uma nova fase árida: os hominídios foram forçados a se assentar mais próximos as fontes duráveis de água, especialmente os oásis do deserto ocidental e o vale do Nilo; em vista da falta de evidências humanas no Vale do Nilo entre 7 000 e 5 600 a.C. é provável que os assentamentos do período tenham sido soterrados sob as aluviões da fase úmida seguinte. No deserto ocidental é evidente o gradual abandono do sílex em detrimento de outras matérias-primas como o calcário do Eoceno; além disso os hábitos alimentaram basearam-se na caça de animais menores, como gazelas e lebres. O Faium presenciou um hiato ocupacional de aproximados 1 000 anos, possivelmente devido ao processo de secagem do lago Carum.

## Neolítico
A contínua desertificação forçou os primeiros ancestrais dos egípcios a assentarem em torno do Nilo mais permanentemente e forçou-os a adotarem um estilo de vida mais sedentário, com base em práticas agrícolas e de domesticação animal; também foi um período marcado por crescentes migrações estrangeiras causadas pela desertificação do Saara. Apesar dos sítios arqueológicos revelarem pouco sobre esse período, uma verificação de muitas palavras egípcias para cidades pode oferecer uma lista hipotética de razões pelas quais os egípcios se assentaram. No Alto Egito, as palavras para cidades indicam que funcionaram para o comércio, proteção contra animais e inundações ou, como locais sagrados para os deuses.
A agricultura abriu um leque de transformações para as culturas neolíticas: a possibilidade de gerir seu tempo livre abriu caminho para o artesanato; a crescente necessidade de maior mão-de-obra nas lavouras ou a domesticação de certas espécies animais fez com que as populações crescessem rapidamente; o avanço da produção agrícola e da reprodução animal em cativeiro possibilitou alimentar grandes grupos de pessoas; o armazenamento e a produção excedente facilitou a sobrevivência das comunidades em estações climáticas adversas; os primeiros líderes começaram a surgir em vista da organização social mais complexa; práticas religiosas se tornam especializadas; os animais passaram a fornecer mais do que carne: leite, pele, chifres e ossos também foram obtidos.
Em torno de 6 000 a.C. os grupos humanos começaram a crescer em número e assentamentos neolíticos surgiram por todo o Egito; estudos genéticos e arqueológicos mostram migrantes do Crescente Fértil retornando durante o neolítico egípcio e norte–africano, trazendo a agricultura para a região. Contudo estudos morfológicos ligam as populações agrícolas egípcias do período para locais norte-africanos do Nilo, especialmente porque em outra regiões na África a agricultura desenvolveu-se independentemente: Planalto da Etiópia, Sael e África Ocidental. Dados arqueológicos sugerem que animais domesticados do Oriente Próximo foram incorporados a uma estratégia preexistente de forrageamento e só lentamente se desenvolveram em um completo estilo de vida, ao contrário do que seria esperado de colonos assentados do Oriente Próximo. Além disso, a ausência de nomes sumérios ou proto-sumérios para os animais domesticados egípcios diminui ainda mais a chance de uma colonização em massa de imigrantes do Baixo Egito durante a transição para a agricultura.

### Deserto Oriental

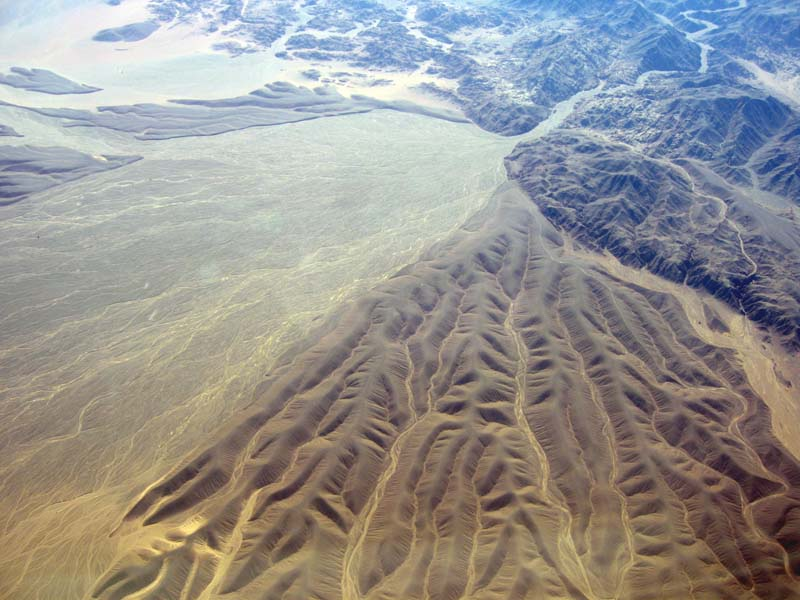
Terreno aluvial do Deserto Oriental

Os principais sítios do deserto Oriental são a Caverna Sodmein e o Abrigo da Árvore, ambos reocupados em 7 000 AP, momento onde foi evidenciada uma melhoria das condições climáticas locais. A caverna Sodmein foi ocupada até 6100 AP, enquanto que o Abrigo da Árvore continuou por mais tempo, até 5 000 AP. Segundo Vermeersch et al "Durante este período, as pessoas ou ideias parecem mover-se sobre uma área muito grande do deserto ocidental sobre o Vale do Nilo para as montanhas do mar Vermelho".

#### Caverna Sodmein
A caverna Sodmein, uma localidade utilizada durante o epipaleolítico, possui diversas camadas neolíticas de natureza principalmente orgânica; entre os restos orgânicos encontrados estão restos arbóreos (acácias e Tamarix) e faunísticos (gazelas-dorcas, damões-do-cabo, insetos, roedores, ovinos, caprinos). Houve domesticação de ovinos/caprinos que, segundo Vermeersch et al, foram introduzidos do sudoeste asiático por volta de 7 000 AP.
Lascas retocadas e entalhadas, raspadores laterais, instrumentos bifaciais, lâminas e microlâminas, pontas de flecha e foliares compõem a indústria lítica da caverna; cacos de cerâmica e mais de vinte lareiras foram identificadas em diversos substratos. A cerâmica, polida com areia vermelha, tinha uma coloração que ia do vermelho escuro ao castanho e era decorada com incisões em ziguezague.

#### Abrigo da Árvore
Abrigo da Árvore é uma pequena saliência rochosa do deserto oriental composta por numerosas lareiras, uma delas formada por um pequeno fosso cheio de carvão e pedras queimadas. Os restos faunísticos são pobres e incluem gazelas-dorcas, ovinos/caprinos, moluscos e peixes do mar Vermelho. Lascas retocadas, denticulados, bifaciais, pontas de flechas e lascas golpeadas lateralmente compõem a indústria lítica; é uma indústria de trato rudimentar, com uma técnica áspera que produziu, assim como na caverna Sodmein, ferramentas de má qualidade.

### Deserto Ocidental

#### Saara

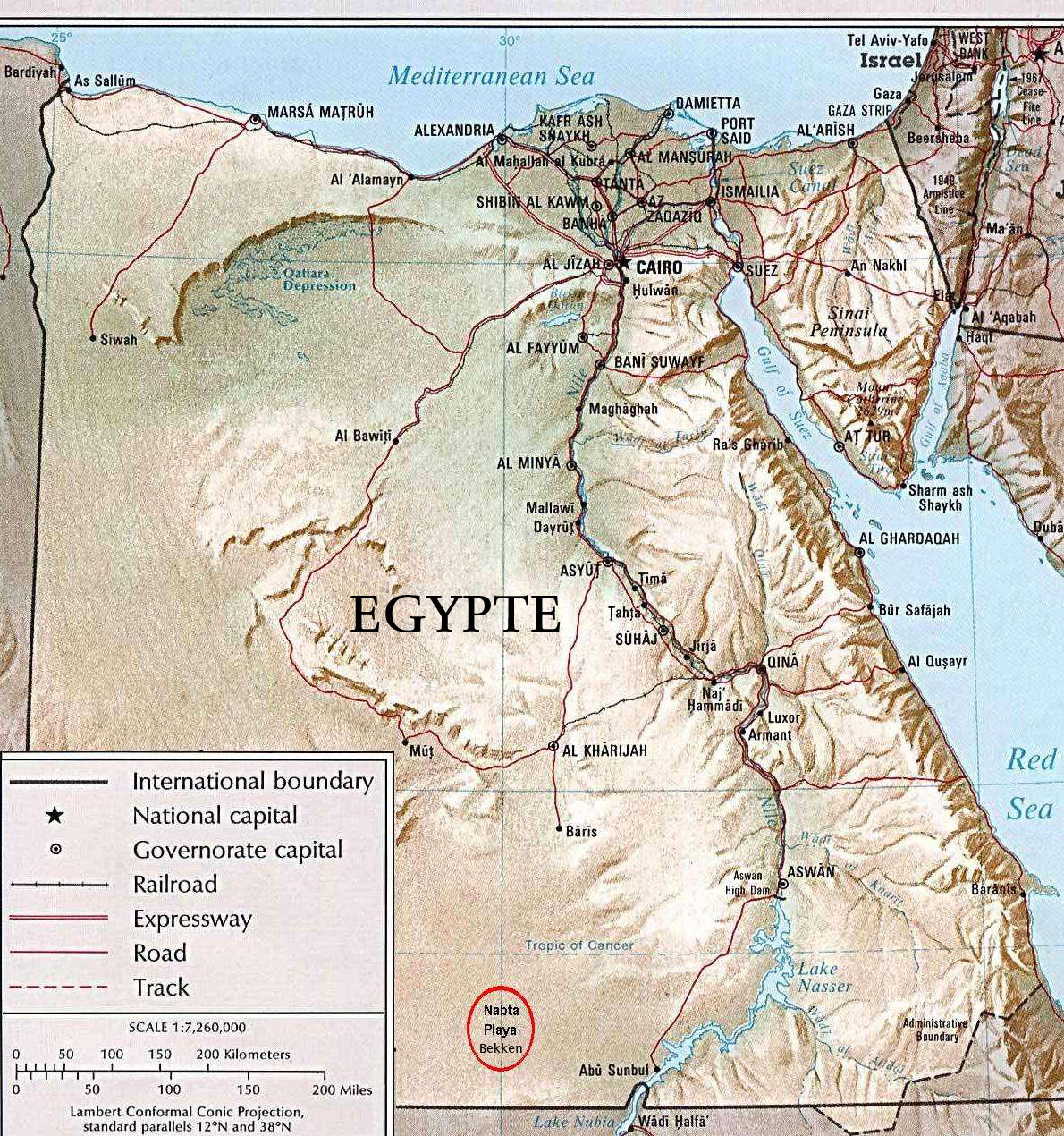
Localização de Nabta Plaia no Egito

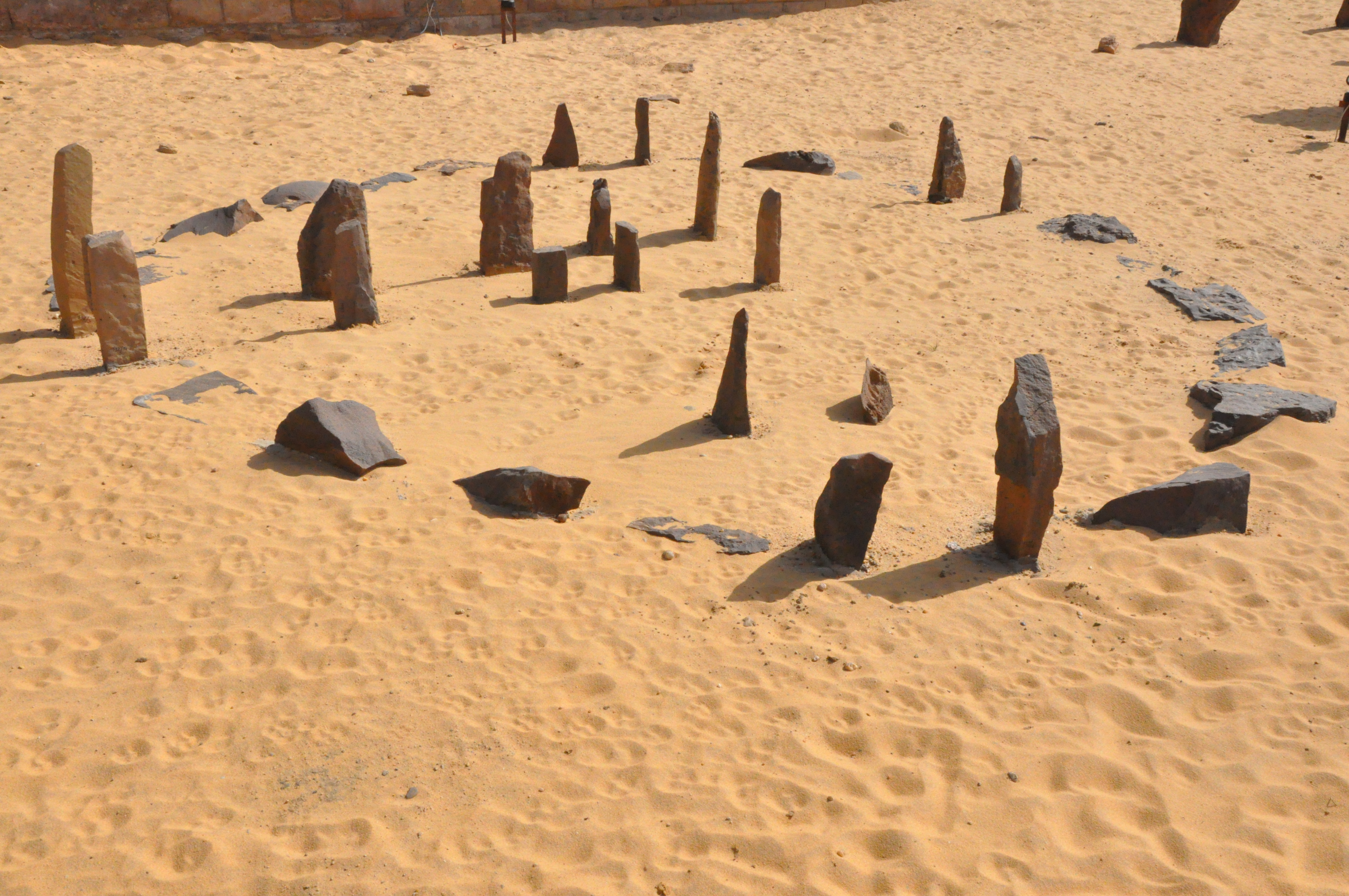
Círculo do calendário, Nabta Plaia

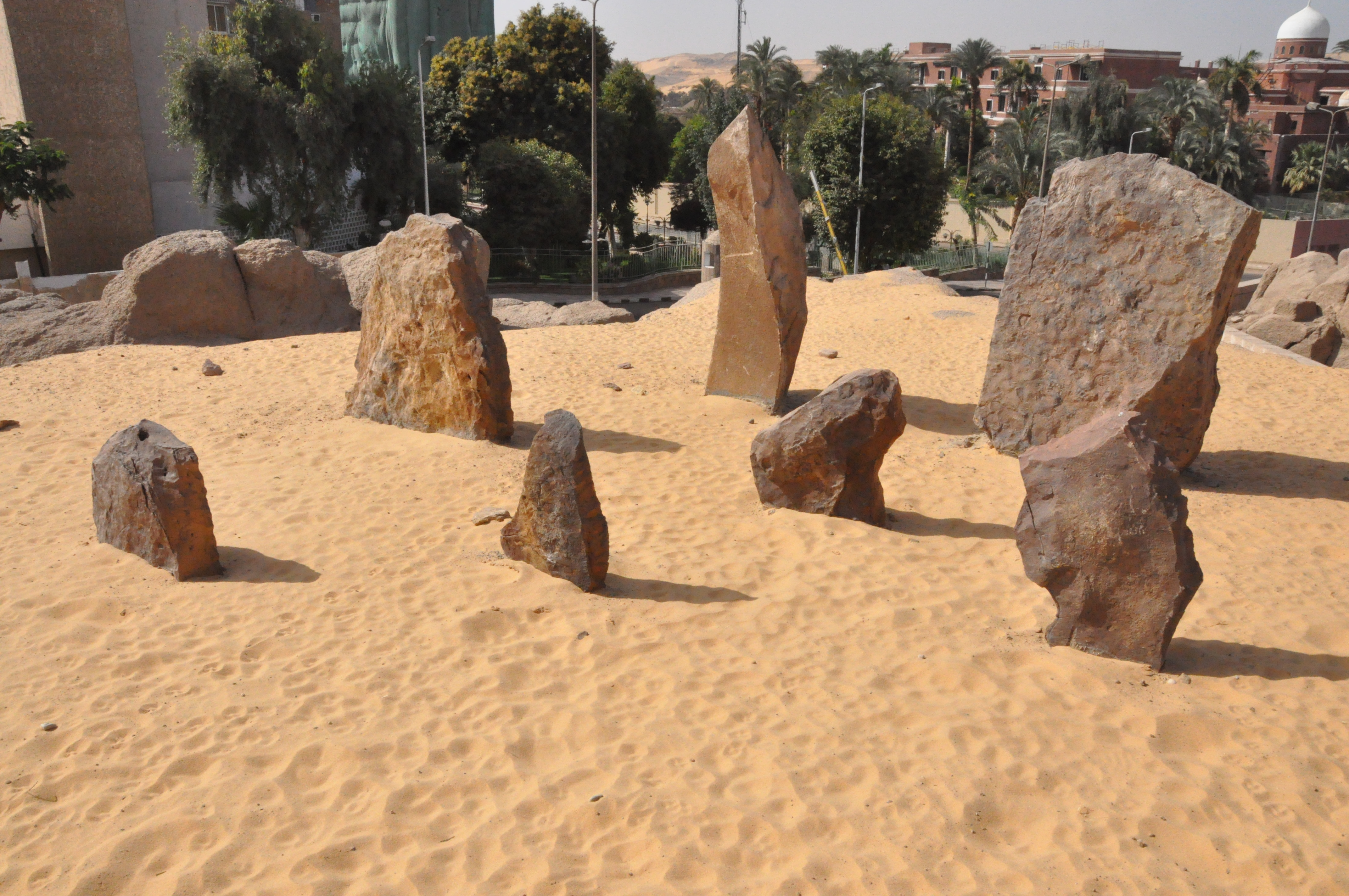
Megalíticos no jardim do Museu Núbio

Povoamentos neolíticos prosperaram no Saara Central, Sul do Saara e no deserto Ocidental, ao sul do oásis de Carga e foram divididos em três períodos: Neolítico Inferior (8 800-6 800 a.C.), Neolítico Médio (6 600-5 100 a.C.) e Neolítico Superior (5 100-4 700 a.C.)

##### Neolítico Inferior
Há predominância de sítios sazonais (localizados em Nabta Plaia e Bir Kiseiba) grandes e pequenos habitados por caçadores, coletores e criadores de animais; os sítios são compostos por casas ovais e circulares com fornos e poços para cozinhar e silos. A habitação de tais assentamentos esteve ligada às mudanças climáticas ocorridas ao longo do período: fases úmidas (El Adam; El Nabta; El Jerar) foram intercaladas por fases secas (El Ghorab).
Lâminas, ferramentas geométricas, ferramentas de estilo microburil, mós, fragmentos de cerâmica decorada com linhas e pontos e cascas de ovo de avestruz utilizada como recipientes são algumas das produções locais. Os animais domésticos forneciam leite e sangue, enquanto a caça fornecia carne e a coleta, as plantas; bovinos, lebres, gazelas-dorcas, grãos (sorgo, milheto), jujubas, sementes de leguminosas e possíveis tubérculos, acácias e tamargueiras são alguns dos restos orgânicos que foram encontrados. Aparentemente os pastores do Saara "parecem ter seguido o moderno modo africano de pastoreio em usar seus animais como fontes vivas de proteínas (leite e sangue) e não para a carne". Além disso, os restos vegetais descobertos "não tem paralelo em sítios desta idade na África, e tem muito poucos iguais em qualquer lugar do mundo" e representam "uma flora sub-desértica ou saeliana".

##### Neolítico Médio
Segundo Wendorf e Schild este período, assim como o anterior, é caracterizado por fases úmidas intercaladas por fases áridas; segundo Friedman houve apenas uma única fase árida datada em 6 000 AP, quando houve uma quebra na ocupação do Deserto Ocidental "depois que o tempo a vida poderia ir apenas ir em alguns lugares ecologicamente favoráveis como Gilf Kebir" O maior sítio deste momento é Nabta Plaia. Vasos polidos, cerâmica do tipo "Cartum" (vasos globulares cobertos com linhas elaboradas e onduladas), foliares, pontas de flechas de base côncava, lunados e outras ferramentas geométricas são alguns dos produtos produzidos durante o período.

##### Neolítico Superior
Foram erigidos alguns alinhamentos megalíticos em Nabta, sendo o chamado "Círculo do calendário" o mais conhecido: é composto por três alinhamentos de 30 arenitos e um conjunto de oito túmulos com lajes. Segundo Friedman: "A evidência de Nabta sugere que o deserto, mais do que anteriormente realizado, contribuiu para a formação intelectual e as ideias que fizeram possíveis as pirâmides". Também em Nabta Plaia foi atestado um cemitério conhecido como Galel Ramlá, um cemitério composto por três zonas de sepultamento humano com inumações primárias e secundárias. O espólio tumular inclui cerâmica, pedra de chão, adornos pessoais, pigmentos, chifres de animais. Dois túmulos foram tratados de forma específica: "Além de reunir os ossos de cada indivíduo para enterro, parece que os ocupantes neolíticos da bacia também tentaram substituir dentes que haviam caído dos alvéolos durante o manuseio. Esta ação foi percebida por vários dentes estarem fixados em posições anatômicas incorretas. A interpretação do fato é que "embora o conhecimento anatômico tenha sido deficiente, a sepultura Gebel Ramlá difere reverência a seus mortos (...) pode ter sido um fator na coleta e reinserção dos dentes".
Foram identificados mós do tipo bacia, celtas polidos e lixados, lâminas, paletas cosméticas, ornamentos foram produzidos. A cerâmica é polida, lisa e possui coloração preta no topo. Segundo Vermeersch "A razão para esta transição súbita não é de forma óbvia, mas a sua ocorrência no Deserto Ocidental é de grande importância para nossa compreensão da origem das culturas pré-dinásticas no vale do Nilo".

#### Gilf Kebir

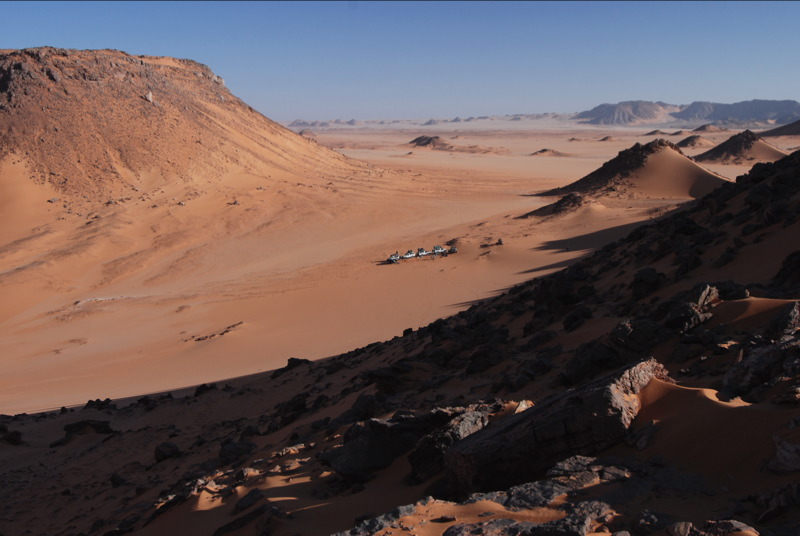
Caravana vista do topo de uma mesa em Gilf Kebir

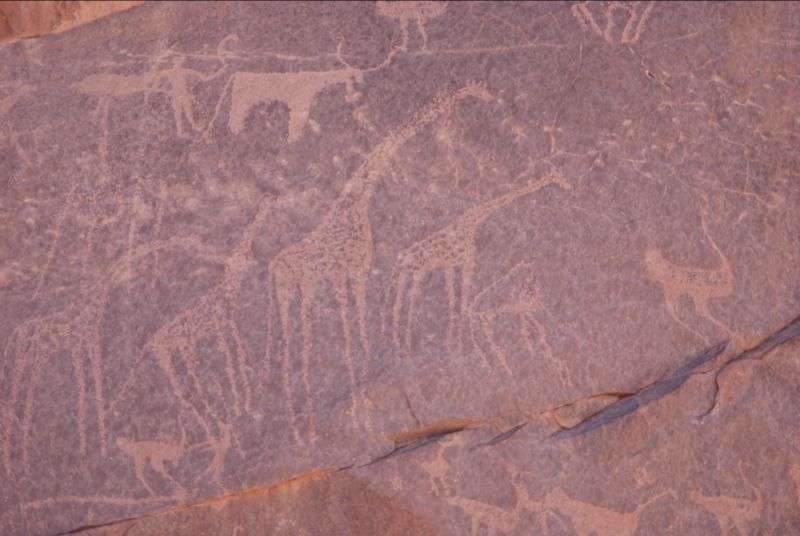
Arte rupestre de Gilf Kebir

O planalto de Gilf Kebir, localizado a 640 km a oeste do vale do Nilo, é atravessado por barrancos onde foram identificados restos humanos datados do neolítico; em Uádi el-Acdar e Uádi Bakht, ambos bloqueados por dunas, em períodos climaticamente favoráveis abrigaram Plaias, ou seja, reservatórios naturais de água. "Os sedimentos lacustres cobriam uma área de 6600m2. Por volta de 3 800 a.C. esses sedimentos Plaia se tornaram tão espessos que a barragem foi interrompida após chuvas pesadas". Com base em estudos nos sítios de Uádi el-Acdar foi determinado que "a maior parte deles encontra-se na área dos sedimentos Plaia na parte mais baixa do planalto, onde a água periodicamente poderia ser recolhida". Segundo Schon "a situação nas dunas bloqueantes é obviamente diferente, uma vez que estas são cobertas com artefatos que, evidentemente, não aparecem como as concentrações reconhecíveis". A diferença entre o tamanho e densidade de artefatos nos sítios, segundo Linstadter, "indica claramente um diferente comprimento ou intensidade de assentamento".
O material datado do neolítico na região foi dividido em duas fases (Neolítico Médio e Neolítico Superior) por Linstadter e, aparentemente, a ocupação humana na região perdurou aproximadamente 2 000 anos (5500-3 500 a.C.). Datas obtidas por radiocarbono dos sítios de Gilf Kebir "sugerem atividades de colonização intensiva entre 6 000 e 4 700 AP. As datas para Uádi Bakht parecem ser um pouco mais jovens do que as de Uádi el-Acdar". A economia local baseava-se na caça, domesticação e aquisição, esta última, segundo Linstadter, muito diferente nas fases Neolítico Médio e Final: "De acordo com essa distribuição local um sistema concêntrico para o Neolítico Médio, com a barreira duna no centro e oficinas na periferia é aqui proposto. A distribuição local no Neolítico Superior mostra (...) com vários campos e oficinas encostadas". Além disso, segundo Linstadter, a matéria-prima empregada na indústria lítica não era obtida localmente, contudo, obtida na região do planalto: "Para além do que esperávamos, as oficinas líticas foram acompanhadas por parques de campismo adequados. Evidência de cerâmica, ferramentas de pedra triturada e construções de casas sugere uma longa estadia desses grupos".
Dois sítios de Uádi el-Acdar (81/4 e 81/14), escavados por Schon, não foram classificados com base na divisão de Linstadter e geraram os seguintes artefatos: 81/4 produziu diversas ferramentas em quartzo (brocas, raspadores e denticulados com retoque lateral) de 10 cm ou maiores; 81/14 gerou muitos triângulos micrólitos; a cerâmica localizada é subdividida em dois tipos (com linhas onduladas e com as laterais e a base pontudos). Pedras localizadas no leste do planalto, aparentemente foram deslocadas para lá através de intervenção humana, presumivelmente pela falta de tal material na região: "Nenhuma força natural é concebível para o seu transporte, especialmente desde os blocos isolados e erráticos são de forma angular. Aquisição humana parece aqui ter sido óbvio"

##### Neolítico Médio
Os habitantes viviam sazonalmente nos assentamentos, habitando-os durante fases chuvosas, e eram caçadores-coletores; caçavam oryx, adax, tartarugas, coelhos e sapos. "O ambiente, nesse momento, aparentemente árido, mas recebeu chuvas raras e pesadas". A indústria lítica é composta por lamelas de quartzito, micrólitos geométricos, furadores, raspadores, lascas entalhadas, lâminas e buris; a cerâmica não era decorada e com temperamentos diferentes.

##### Neolítico Superior
A indústria lítica é baseada em lascas retocadas e a cerâmica possuía paredes finas, motivos decorativos incisos de espinhas e sua principal forma era de tigelas. A economia era baseada na caça de gazelas-dorcas e na criação de ovinos/caprinos. "As condições ambientais parecem ter sido mais favoráveis do que o Neolítico Médio como chuvas leves que permitiram uma vegetação rala, mas de longa duração para sobreviver".

#### Cultura Bashendi

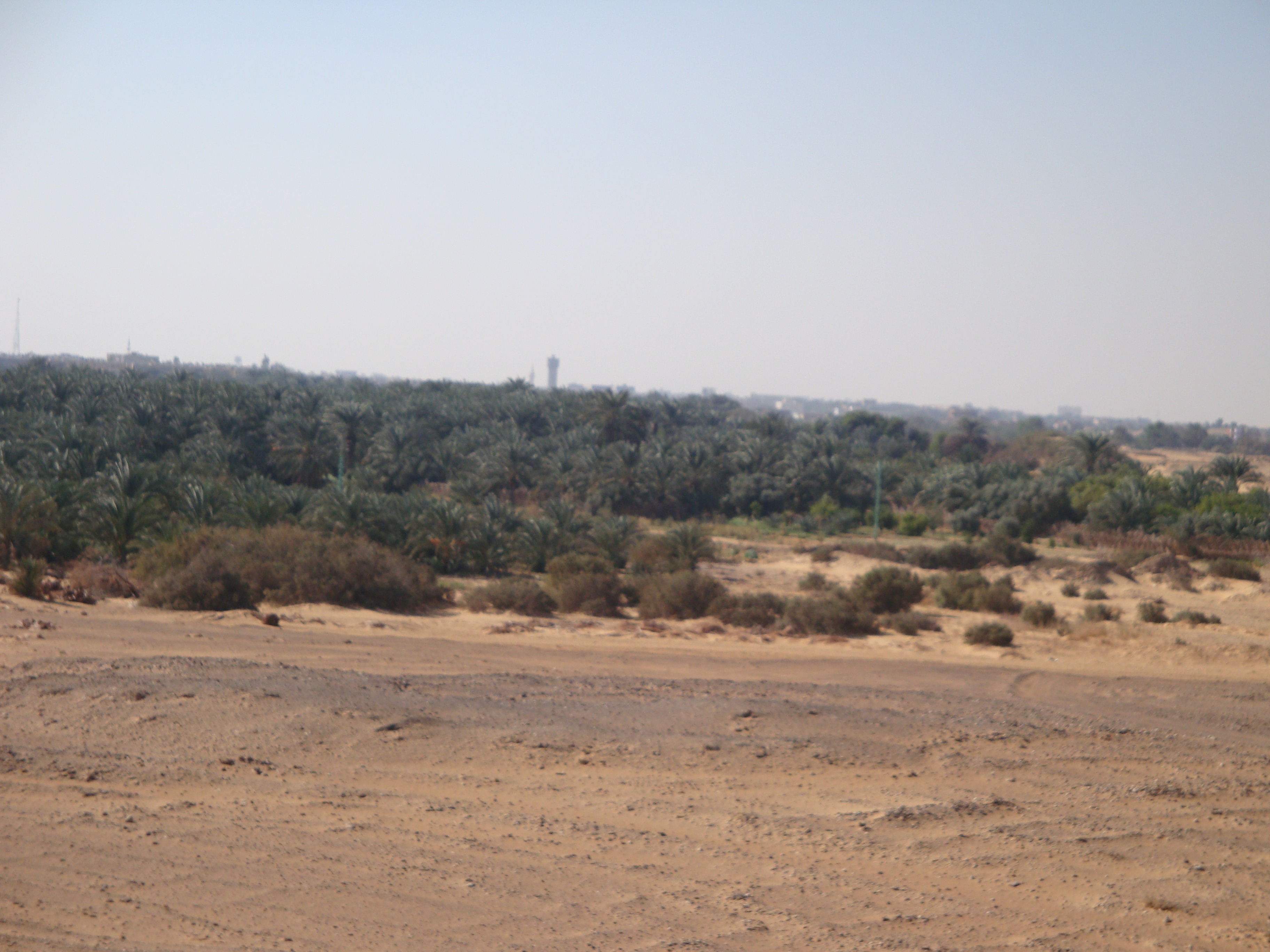
Oásis de Carga

A cultura Bashendi, similar ao Neolítico Inferior do Saara, foi identificada no oásis Dachla e foi dividida em duas unidades (A e B) representadas por datas obtidas através de cascas de ovo de avestruz e carvão vegetal. Segundo McDonald o "oásis Dachla desempenhou um papel formativo nas transformações culturais, incluindo o início do sedentarismo e da agricultura, que varreu o Nordeste da África pouco antes do surgimento da civilização egípcia". Seus sítios estão majoritariamente localizados no extremo leste e sudeste do oásis.
Em torno de 5 400 a.C. é evidenciado o início da domesticação animal, então complementada por caçadas; por volta de 4 900 a.C. surgem os primeiros edifícios de pedra locais e uma cerâmica polida e suavizada, às vezes com a parte superior pintada de preto, semelhante a modelos de Bir Kiseiba e Nabta Plaia. Wenke vê a importância destes sítios: "as primeiras evidências de formas de assentamento, subsistência e tecnologia que diferiram significativamente daqueles do final do Pleistoceno, no nordeste da África vem das áreas desérticas de Bir Kiseiba e Nabta no sudoeste do Egito (...) Essas comunidades egípcias também ilustram a natureza dos processos evolutivos da cultura: mudança cultural e de transformação é um processo intermitente de becos sem saída, fracassos, extinções e apenas ocasionalmente os tipos de pequenas mudanças que resultam, em longo prazo, transformação revolucionária. Por exemplo, aparentemente, essas comunidades egípcias não fazem a transição para uma forma agrícola totalmente sedentária de vida".
Arte rupestre de cavernas locais foi datada do período Bashendi; representa pessoas, imagens antropomórficas e animais, especialmente girafas (são indicativos do clima do período) e bovinos (possivelmente domesticados), e está relacionada com sítios compostos por fragmentos de cerâmica, artefatos líticos e abrigos.

##### Bashendi A
A unidade Bashendi A, subdividida em dois períodos, desenvolveu-se no intervalo de 6400-5 800 a.C.; produziu dezessete datas radiocarbônicas, agrupadas em duas concentrações em torno de 7300-6900 AP. Há três tipos de sítios: sítios com lareiras e artefatos dispersos, ligados com depósitos Plaia (p. ex. sítios #228 e #275); sítios menos ligados com depósitos Plaia (p. ex. sítios #137, #174 e #270); sítios localizados fora da área do oásis, com lareiras e artefatos dispersos (p. ex. sítio #141). Além disso foi constatado uma nítida diferença entre os assentamentos da fase inicial e os da fase final da unidade: os sítios da fase inicial eram acampamentos sazonais de caça caracterizados por lareiras e artefatos; os da fase final possuem círculos de pedra, possivelmente cabanas, o que evidência um crescente sedentarismo na região, além disso, tais assentamentos apresentam sinais de reocupação.
Com base nos artefatos localizados, e com a escassez de provas contundentes acerca da domesticação animal, sugere-se que a economia era baseada na caça e coleta vegetal; grande número de mós sugere que houve processamento vegetal. Entre os restos orgânicos foram identificados restos faunísticos) (búbalus, raposas, gazelas-dorcas, lebres e três aves de tamanhos diferentes, incluindo avestruz) e vegetais (quatro tipos de cereais selvagens, milheto e sorgo); em sítios da fase final desta unidade foram identificados restos de ovinos, caprinos e bovinos. Pontas de flechas (algumas com base oca), bifaciais e muitas lascas, pontas espinhosas, flanqueadas e entalhadas de tamanhos diversos, contas de casca de ovo de avestruz e plugues labiais são alguns dos artefatos produzidos. A cerâmica é escassa, habitualmente não possuía decoração (quando havia era geométrica) e assemelha-se a cultura do Saara.

##### Hiato entre Bashendi A e B
Entre as duas unidades foi evidenciado, pela arqueologia e pelas datas produzidas, que houve um hiato ocupacional que perdurou por 100 anos, até 5 600 a.C. Este hiato foi tardio em relação ao hiato evidenciado em grande número de sítios do deserto no começo do oitavo milênio que, segundo McDonald, "parece correlacionar-se com o episódio árido 79-7700 AP do registro sedimentológico". Além disso, em vista das diferenças aparentes entre ambas as unidade, postula-se que duas culturas diferentes, embora relacionadas, habitaram o oásis em momentos diferentes.

##### Bashendi B
A unidade Bashendi B desenvolveu-se entre 5600-3 800 a.C. e foi contemporânea das culturas de Faium, Tarifiana, Merinde, e Badariana. A maioria dos sítios está localizada na parte ocidental da bacia, "não no fundo da bacia, mas em suas bordas, acima do atual nível dos lodos Plaias". Lareiras estão localizadas dispersas nos assentamentos, no entanto, foram identificados agrupamentos mais densos (p. ex. #271 e #276); há sítios associados com lençóis de areia tubulares (p. ex. sítios #101, #104 e #116) e com grande bacias (p. ex. sítios #77 e #165).
Pontas de flechas, pontas, e foliares bifaciais continuam a ser produzidos e novos modelos são adicionados: trinchetes, lascas golpeadas lateralmente, crescentes, raspadores, lunados, machados e celtas polidos, contas de amazonita, cornalina, cristal e calcário, pingentes e pulseiras de conchas, paletas pequenas de minério de ferro ou calcário e pedra de chão. A cerâmica era marrom-avermelhada ocasionalmente com a parte superior preta, temperada com quartzo e xisto e possuía decoração geométrica linear ou dentada.
Entre os restos faunísticos foram evidenciados bovinos e caprinos domesticados, assim como gazelas-dorcas e búfalos; segundo McDonald o processo de sedentarização ocorrido no período anterior é abandonado em detrimento de um padrão de subsistência voltado para o pastoreio nômade: "Até o início do sétimo milênio, grupos ainda reconhecidamente Bashendi A tinham adicionado pastoreio para suas atividades de subsistência e foram se estabelecer em um número relativamente grande de sítios agora menos claramente associados com sedimentos Plaia".

#### Djara
Djara é o nome atribuído a um sítio caverna e suas imediações, em grande parte localizadas em uma depressão de 400 km de diâmetro cercada por colinas calcárias; a 150 km da localidade situa-se um depósito Plaia. Está situada na borda de um planalto que estende-se do Vale do Nilo ao oásis Abu Muarique, uma região hamada dividida por uma duna de 600 km. Durante o neolítico a paisagem era caracterizada por um vegetação esparsa em torno de um lago efêmero: "Durante o Holoceno inicial e médio do Planalto Abu Muarique (...) não era um ambiente fácil de viver"; "o deserto secando e o fim da ocupação da unidade do Holoceno médio em torno de 6 000 AP oferece um terminus ante quem para a ocupação e arte rupestre de Djara". Com base nos paralelismos evidenciados entre Djara e outras localidades (artefatos e cerâmica), Kuper conclui que "com esta composição específica do seu espectro de artefato e sua posição geográfica entre os oásis e o Nilo, o sítio de Djara parece ser capaz de fazer uma contribuição essencial para o relacionamento cultural e cronológico entre o Saara e o Vale do Nilo".
A caverna (conhecida arqueologicamente como 90/1) é composta por estalagmites e estalactites, assim como "uma peculiaridade geomorfológica para regiões desérticas". Foram identificados núcleos (associados com lareiras), bifaciais, pontas de flecha, incluindo em forma de folha, furadores, raspadores e facas; a cerâmica é simples. A arte rupestre da caverna tem animais (avestruzes, adax, antílopes, bovídeos e caprinos), figuras humanas e símbolos como seus temas representativos; muitas figuras animais, com base em sua forma, são possíveis idealizações. Os restos faunísticos identificados (especialmente gazelas-dorcas) ressaltam a importância da caça, contudo, a presença de um osso de caprino domesticado mostra que tal prática já era praticada.
Na entrada da caverna (sítios 90/1-1 e 90/1-2) foram identificados artefatos líticos produzidos com núcleos líticos diferentes (especialmente quartzito e calcário) e com uma técnica de retoque facial utilizando lascadores; as principais formas são facas, pontas, raspadores, perfuradores, plainas, lascas lateralmente golpeadas. Um conjunto de 69 sítios sazonais foi localizado nas imediações dos lagos efêmeros e muito provavelmente serviram para exploração e manufatura de núcleos líticos; estes foram divididos em duas fases: Djara A e Djara B.
Djara A é principalmente formado por mós, pontas de flechas e brocas retocadas, raspadores finais retocados em lascas e raspadores laterais todos feitos de sílex. Djara B é caracterizada por plainas, pontas e facas bifaciais retocadas e lascas laterais convexas utilizadas para produção de facas e raspadores laterais; a cerâmica era rara, tinha paredes e textura fina e uma cor cinza.

#### Abu Gerara
Abu Gerara é a região montanhosa do planalto Abu Muhariq entre as planícies hamada no norte e as escarpas Abu Gerara no sul; os sítios locais situaram-se tanto nas planícies locais como na zona escarpada: "Durante a fase úmida do Holoceno o relevo do país proporcionou um moderado escoamento das águas superficiais nas bacias rasas após as chuvas episódicas". A subsistência do período não é clara mais os tipos de ferramentas e ossos de gazelas-dorcas e lebres sugerem uma subsistência a base da caça destes animais.
Foram identificados três tipos de sítio: pequenos compostos por montes de lareiras e alguns artefatos; ateliês localizados próximos de afloramentos líticos para exploração; acampamentos formados por grandes ferramentas dispersas e detritos. A indústria lítica era composta por mós, pontas de flechas de diferentes tipos, perfuradores, lascas, enxós, raspadores laterais, denticulados, facas, celtas, brocas, foices bifaciais e clavas feitas de sílex cor creme, acinzentada ou acastanhada. A cerâmica, majoritariamente não decorada, possuiu cinco tipos de textura: o primeiro grupo possui paredes finas de cor marrom-avermelhado ao cinza com núcleo cinzento e temperamento com material orgânico ou areia; o segundo grupo têm paredes médias de cor marrom-amarelado e temperamento com areia e xisto com grãos vermelhos; o terceiro grupo é semelhante ao segundo, mas com temperamento arenoso diferente; o quarto grupo apresenta cor marrom ou marrom pálida e temperamento grosseiro com xisto; o quinto grupo contém núcleo negro e temperamento com areia e palha.

#### Farafra

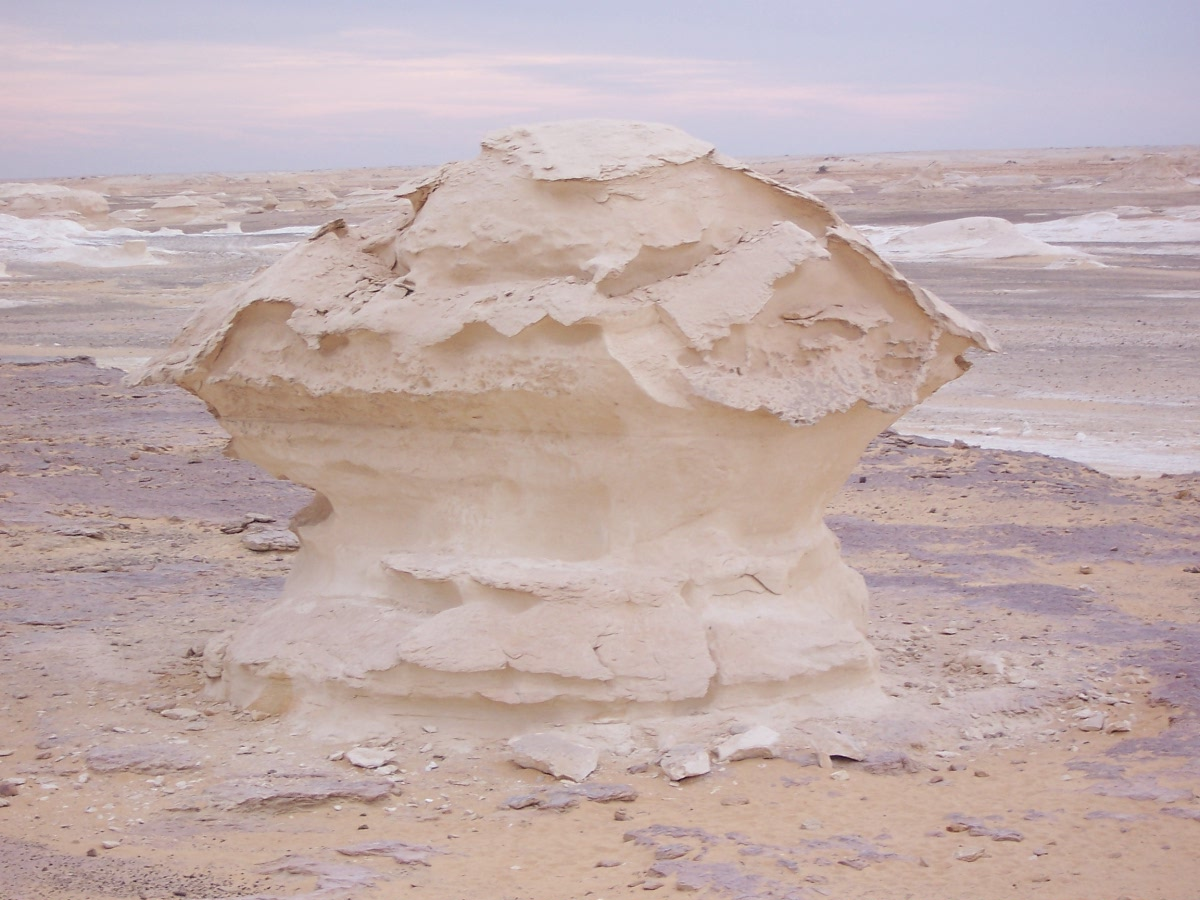
Formação rochosa no chamado "Deserto Branco" em Farafra

Em Farafra, especialmente no vale Hidden, diversos sítios datados do Holoceno médio e superior (7000-6500 AP) foram localizados. O sistema de assentamento foi o sistema do Holoceno médio "composto por uma 'aldeia' e uma área de fornecimento complementar para as matérias-primas utilizadas na manufatura de líticos"; tal sistema também é acompanhado por uma caverna decorada. A presença de diversos yardangs e piscinas efêmeras prova que a região foi alvo de precipitação abundante durante dadas fases do Holoceno. Aparentemente os habitantes das localidades viviam de pastoreio nômade e possuíam afinidades com Nabta Plaia, tendo, em certo ponto, influenciado o Vale do Nilo: "o vale do Nilo foi inicialmente influenciado pelas regiões orientais do Saara, e só mais tarde foi afetado por influências do Oriente Próximo".
A aldeia localiza-se na costa de um antigo depósito Plaia e é composta por habitações líticas circulares, algumas com várias lareiras; a caverna, classificada como cárstica, possui representações de cabras, gazelas e girafas, um barco e mãos humanas. Entre os restos orgânicos estão restos arbóreos (Acácia, Tamarix), cereais (Echinochloa colona, Panicum, Cenchrus, Brachiaria, Setalia e sorgo) e faunísticos (ovinos, caprinos, gazelas-dorcas e avestruzes). A indústria lítica é composta por foices, serras, pontas de flecha, denticulados, micrólitos, plainas, raspadores, facas e mós;ovos de avestruz, uma estatueta de argila e fragmentos de cerâmica também foram identificados.

### Vale do Nilo

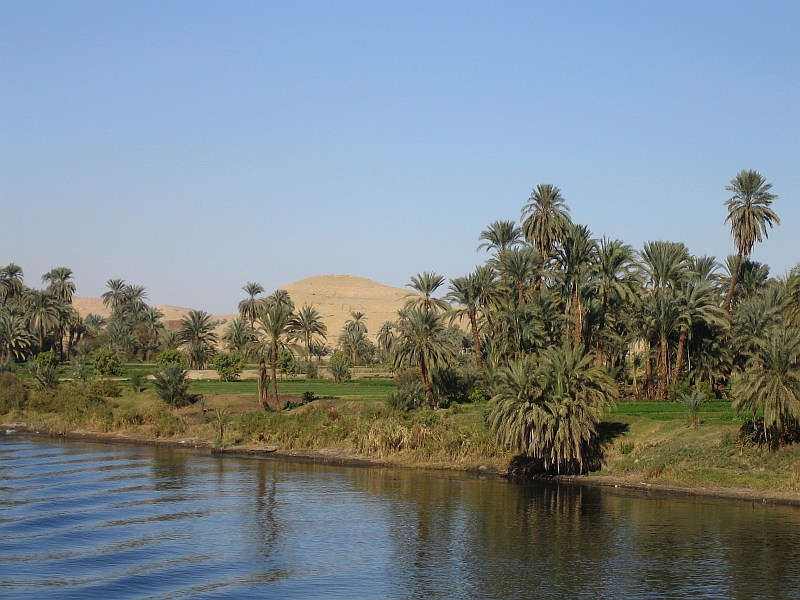
Vale do Nilo

O neolítico do vale do Nilo é caracterizado pelo surgimento da agricultura (os vestígios mais antigos de tal prática provém de Faium), no entanto, a falta de evidencias ocupacionais datáveis do milênio VI a.C. no Vale do Nilo dificulta a total compreensão de tal fenômeno: "A falta de depósitos geológicos no vale do Nilo ao norte de Assuã, que podem ser datadas entre 8 000 e 5 000 a.C. dificulta a compreensão dos princípios de uma economia de produção de alimentos nesta área (...) Tem sido apontado, muito corretamente, que não há razão para acreditar que as culturas Faium A e Badariana são necessariamente as mais antigas culturas produtoras de alimentos nesta parte do Vale do Nilo". Seidlmayer sugere que embora ainda hoje não exista evidência artefactual, "a originalmente característica heterogênia do neolítico egípcio pode ser explicada somente se ela surgiu dessa maneira".
A economia do Vale do Nilo era baseada na domesticação animal (bovinos, caprinos, suínos e ovinos; iniciada em 10 000 AP) e na agricultura (trigo e cevada), práticas até mesmo em períodos tardios complementadas pela caça e pesca; as primeiras técnicas de curtume de peles foram desenvolvidas. A agricultura surgiu em um momento marcado por melhorias das condições climáticas: em torno de 5 000 a.C. lençóis freáticos do Saara evidenciam gradual elevação, contudo, em outros lugares da África é possível constatar que corpos d'água secaram durante o período. Além disso, a partir de 7500 AP (5 000 a.C.) são evidentes os sinais de agricultores em tempo integral: "A agricultura tem inércia tão grande, porque uma vez que as pessoas começam a fazer e usar grandes mós, silos de armazenamento de grandes grãos, foices, e todo o resto do conjunto de ferramentas dos agricultores primitivos, há um forte incentivo para não se deslocar".
A cerâmica tornou-se abundante e o conjunto de ferramentas líticas é alterado (técnicas introduzidas da África, Levante ou sudoeste asiático), contudo, ainda é possível evidenciar a continuidade de sistemas aborígenes: "Enquanto a economia neolítica do Egito parece ser uma extensão da que foi encontrada no Oriente Próximo, um antigo padrão indígena de caça, pesca e utilização de plantas selvagens parece ter desempenhado um importante papel na economia de subsistência do Egito até o período pré-dinástico tardio".

#### Faium

##### Cultura de Faium

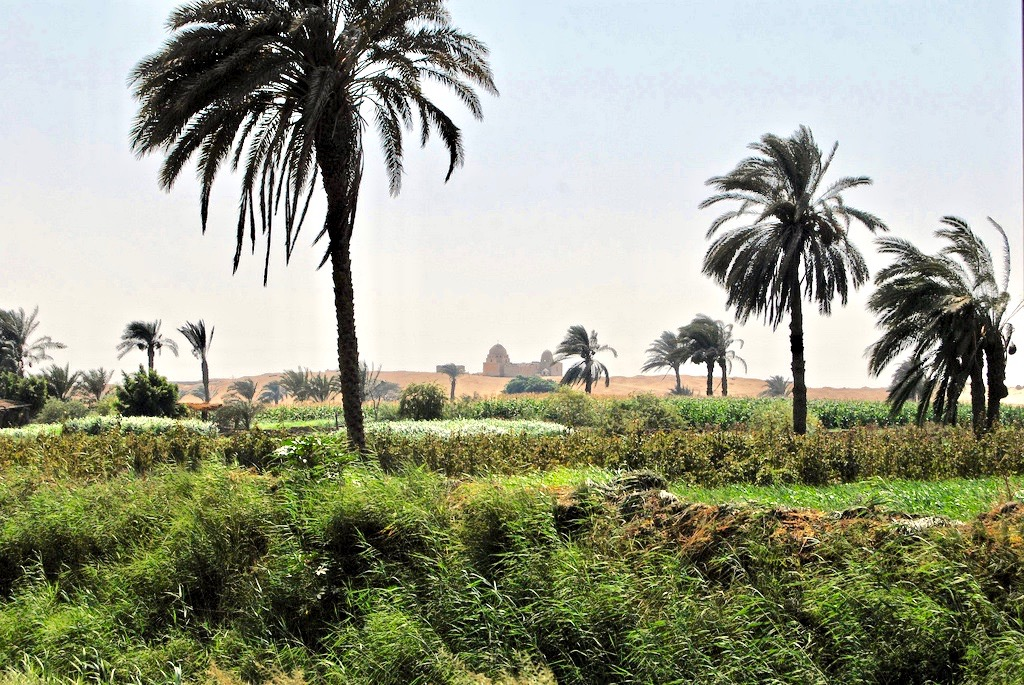
Faium

A cultura de Faium desenvolveu-se entre 5400-4 400 a.C. ao norte do lago Carum, local onde a cultura epipaleolítica cultura de Carum prosperou; segundo Vermeersch e Hendrickx "Diferenças tecnológicas e tipológicas entre a Carum e a Faium são tão significativas que não pode haver questão da Faium tendo desenvolvido fora da Carum". Além disso eles argumentam que a indústria lítica Faiumiana está relacionada com as tecnologias tardias do neolítico do deserto ocidental; Midant-Reynes acredita que esta cultura originou-se do Oriente: "Parece possível que o neolítico do Vale do Nilo pode ser surgido do Saara oriental, o Faium poderia, portanto, ter sido uma das primeiras áreas ocupadas no momento do deslocamento das populações em direção ao rio, sob a pressão das condições áridas que prevaleceram no milênio VI a.C. É por essa razão que Kozlowski e Ginter (1989) interpretam a Moeriana (a segunda fase do neolítico de Faium) como um eco tardio destas tradições saarianas, dada a sua tecnologia de lâmina/lamela dos líticos encontrados no oásis Siwa. A Faiumiana (a primeira fase do neolítico de Faium), por outro lado, poderia ter tido as suas origens no Oriente Próximo".
Embora alguns (Trigger) considerem prematuro concluir que a cultura de Faium seja a mais antiga evidência agrícola do Egito, ela assim como os sítios do deserto ocidental dão luz as discussões acerca do assunto: "No Faium nós estávamos no limiar de obter vistas extensas de material arqueológico fresco, afetando grandes áreas". Eles podem contribuir para a compreensão das origens da agricultura no Egito ("A unidade Faium A é o que resta das atividades sócio-econômicas dos primeiros grupos de agricultores que exploraram os ambientes naturais do oásis que fica no Norte do Egito, para o oeste do Nilo".), no nordeste africano ("O registro arqueológico do nordeste africano, incluindo o de Faium - pode ter sido subestimado como um recurso para a análise geral das origens agrícolas") e possibilitam a discussão acerca de modelos de adoção natural e propagação da agricultura no geral ("O registro egípcio oferece exemplos importante da evolução independente de domesticados e tecnologias agrícolas que tem muito a oferecer para os atuais modelos de origem agrícola (p. ex. Henry 1989, McCorriston e Hole 1991) e para os determinantes da disseminação (p. ex. Cavalli-Sforza e Feldman 1981) das economias agrícolas").
Os sítios faiumianos foram identificados, especialmente nas margens do lago, em diversas expedições arqueológicas e foram caracterizados por lareiras, grandes quantidades de ferramentas e cerâmica, restos orgânicos e silos (estes cobertos por tapetes ou palha). Segundo Hayes, os habitantes de Faium escolheram seus assentamentos de forma a melhor aproveitar o ambiente lacustre: "Por seus assentamentos as pessoas de Faium A selecionaram sítios no sotavento dos baixos 'buttes' que circundam a costa norte do lago, geralmente perto de uma entrada ou outra reentrância na costa, onde a pesca teria sido boa, e nunca muito longe do nível do trecho da antiga cama do lago em que cresceram suas lavouras modestas". Segundo Caton-Thompson o sítio de Kom W define o Faium neolítico: "Este monte, alguns 600x400 metros de diâmetro, embora não tão prolífico em proporção ao seu tamanho, mobiliou material suficiente para colocar a enigmática 'indústria Faium', finalmente, em seu verdadeiro contexto; pois, contido em seus 5 metros mais ou menos de depósito foram encontrados potes inteiros da mesma face áspera da cerâmica artesanal cujos cacos tínhamos notado em sítios da superfície".
Antes das escavações realizadas por Caton-Thompson em 1924-1925 pouco se sabia sobre a cultura e "o único fato certo e acordado sobre as ferramentas é a sua disseminação como as ferramentas de pedra e armas das civilizações pré-dinásticas do Vale do Nilo". Inicialmente, especialmente depois das escavações de Caton-Thompson, acreditou-se que a indústria lítica faiumiana era baseada em bifaciais, um erro postumamente descoberto; na realidade, tal indústria foi baseada em lascas produzidas por diversas técnicas (lascagem, descamação por pressão, moagem e polimento) e com diversos materiais (Calcário, sílex, diábase e cinzas vulcânicas). As ferramentas eram polidas, ou ao menos possuíam suas bordas polidas, e o conjunto lítico era composto por diversas formas: uma infinita variedade de pontas de flechas de base côncava, pontas de flecha bifaciais e pontas em forma de folha, machados, entalhes, denticulados, raspadores laterais, lascas retocadas, microlâminas e componentes micrólitos (especialmente lamelas), enxós, ferramentos com lâmina (incluindo foices) e lâminas apoiadas. Kozlowski e Ginter, após analisarem os líticos da cultura concluíram que "A Faiumiana pode ser percebida - pelo menos nas evidências de material obtido até agora - como uma unidade homogênea, pouco diferenciada tipologicamente".
A cerâmica era feita com lodo, polida, de cor vermelha ou preta, temperada (palha, fibra, areia, conchas ou pedras trituradas) e não tinha decoração; as formas encontradas em Kom W e Kom K foram dividias em cinco grupos: tigelas e potes, taças e copos, pratos retangulares com bordas, copos com pedestais, copos com pés nodosos; em Alcácer el-Saga potes com barrigas hemisféricas ou esféricas, distintivos pescoços e asas invertidos e pratos achatadas foram localizados. A tecelagem foi evidenciada pela primeira vez nesta cultura; produzia excelentes cestas utilizadas como suportes para vasos ou forros de silos.
Em Kom W e Kom K foram encontrados diversos artefatos característicos: pilões e almofarizes (arenito), paletas (diorito e calcário), objetos feitos com pedra, osso polido, dentes de tubarão, conchas e casca de ovo de avestruz, discos de pedra furados, contas e miçangas de amazonita e feldspato verde: "A maioria das ferramentas de pedra triturada encontrados nos sítios de Faium A refletem os componentes agrícolas e artesanais da sociedade e incluem mós para moer grãos, almofarizes, martelos de pedra, polidores para polimento da cerâmica, rodas discoides para tecer fios de linho que já era cultivado na área. ornamentação, embora esparsa por padrões egípcios superiores, é refletida por pequenas paletas de pigmentos e contas de pedra, enquanto algumas taças de pedra sugerem o início desse ofício no norte do Egito". Foram identificadas pontas e arpões produzidos com ossos e marfim.
A cultura de Faium tinha uma economia baseada na agricultura (cevada, trigo, Hordeum, linho) e criação animal (bovinos, caprinos, ovinos, suínos, cães), complementada pela caça (elefantes, hipopótamos, crocodilos, gazelas-dorcas, antílopes, raposas, tartarugas, lebres, aves aquáticas, caramujos, lagartos, cobras) e pesca (bagres, percas, mexilhões); a caça e a pesca foram de extrema importância para os faiumianos, uma vez que padrões de pesca adotados durante a cultura Qaruniana foram mantidos: "Ambos os grupos Faium A e B parecem ter explorado as mesmas espécies, e com a exceção que Faium A demonstrou, na similar abundância relativa, usando estratégias semelhantes e durante a mesma época do ano". Os restos de animais estão mal preservados em todo o Faium devido ao "intemperismo e diagênese em condições desérticas seguintes a fragmentação durante a carnificina". Krzyzaniak sugere que os grãos cultivados "foram provavelmente plantados em parcelas de monoculturas, separadamente colhidos e debulhados e armazenados em recipientes separados".
Em vista de uma série de fatores detectados ao longo das escavações, entre eles a falta de habitação nos sítios de Faium, pode-se concluir que, possivelmente, os habitantes locais vivam sazonalmente nos assentamentos: "Fizemos uma extensiva análise estatística das distribuições espaciais de cerâmica, ossos de animais e outros detritos, mas há pouco em distribuição para sugerir outra coisa senão acampamentos temporários de pessoas que dependiam fortemente de peixes e animais selvagens, além de (supostamente) ovinos e caprinos domesticados". O Faium "parece seguir um padrão muito diferente da evolução de outras áreas. Embora os campos de caçadores-coletores parecem ter se transformado rapidamente em comunidades rurais complexas, as pessoas do neolítico de Faium permaneceram aparentemente caçadores-coletores móveis", possivelmente devido a importância da caça e a produção flutuante na agricultura, acarretando em uma menor sofisticação perante os assentamentos do sudoeste do deserto ocidental ou da Cultura de Badari. Além disso a variação do nível do lago, possivelmente inviabilizou assentamentos permanentes: "Dada a variação substancial anual nos níveis do lago e o gradiente relativamente raso da área Faium, a localização das áreas agrícolas podem ter variado o suficiente a cada ano para fazer aldeias permanentes inadequadas (...) Pose ser importante, nesse contexto que, aparentemente, não houve grandes assentamentos permanentes em Faium até o Império Médio".
Segundo as pesquisas arqueológicas não houve sinais de práticas religiosas ou a presença de elementos hierárquicos, no entanto, isso não implica que não existissem, especialmente porque a complexidade econômica maior implica uma organização social e estrutural maior; ausência de túmulos também dificulta os estudos acerca das características físicas dos faiumianos.
A presença de conchas (do mar Vermelho e Mediterrâneo), turquesa (Sinai), amazonita (Tibesti no Saara ou colinas do mar Vermelho) e um dente de tubarão (mar Vermelho) evidenciam contatos comerciais com outras regiões: "Se o contato entre as três tradições pré-dinásticas do Egito (Alto Egito, o Delta e o Deserto Ocidental) foi uma força importante na emergência de uma cultura nacional egípcia com as primeiras dinastias, então é absolutamente essencial que compreendamos o contexto social e econômico de bens como contas - bens que apontam para intercâmbio social e todo o corpo de ideias, relacionamentos e até mesmo mitos que muitas vezes acompanham intercâmbio". Há teorias de que Faium e Merinde, aparentemente contribuíram para o desenvolvimento de sítios tardios como Omari e Maadi; outras teorias afirmam que estes sítios tiveram uma origem comum: "As muitas analogias já observadas entre as culturas de Merinde e a Faium A deixam pouca margem para dúvida de que elas estão intimamente relacionadas umas as outras e são, sem muita dúvida, descendentes de um ancestral comum ou a combinação de antepassados".

##### Cultura Moeriana
A cultura Moeriana desenvolveu-na região de Alcácer al-Saga entre 4300-3 700 a.C. e foi identificada durante as escavações de Kozlowski e Ginter na área: "As diferenças são marcadas, a tal ponto que pode-se dizer que a parte posterior da sequência neolítica representa uma cultura distinta, provavelmente de origem diferente". Acredita-se que tenha se originado de deslocamentos populacionais do Deserto Ocidental: "A Moeriana do Neolítico Superior da segunda metade do milênio IV a.C. pensa-se ser atribuída ao deslocamento de pessoas do Deserto Ocidental (...) A sequência cronológica das culturas no Faium mostra que influência de duas regiões atingiram o Faium em períodos separados, primeiro do Levante depois do Deserto Ocidental". Além disso, achados arqueológicos análogos das culturas Faiumiana e Moeriana são possíveis evidências de contato entre ambas as culturas, embora sua cerâmica e indústria lítica tenha sido diferente: "Tanto em relação aos inventários líticos, bem como os tipos de cerâmica dos sítios da Moeriana diferem na forma daqueles da Faiumiana de maneira essencial".
Os sítios do período são caracterizados por lareiras, restos faunísticos e artefatos líticos e estão localizados em uma formação correlacionada a uma fase de recessão da seca: "abundantes traços de assentamentos são encontrados na parte leste da área investigada". O sítio mais importante dessa cultura foi QS VIIA/80, um sítio caracterizado por duas fases ocupacionais e a presença de habitações: "em ambas as camadas principais da cultura e em todas as unidades estratigráficas, ocorreu um material culturalmente e tecnologicamente bastante homogêneo (artefatos de pedra, cerâmica), representando a fase final (...) pode ser assumido que a área próxima aos locais abrigados para dormir diferiam em forma funcional da área de atividades domésticas diretamente pelas lareiras". O sítio QS VID/80 consistia em um forno rodeado por cerâmica e material lítico coberto por uma camada de arenito, argilito e calcário organogênico.
A indústria lítica era composta por ferramentas de sílex ou quartzo e suas principais formas foram lascas (retocadas ou não), lâminas retocadas, perfuradores, microlâminas e lamelas retocadas, lâminas apoiadas, raspadores laterais, ferramentas entalhadas e denticuladas e bifaciais. A cerâmica era produzida com argila terciária e tinha como principais formas tigelas hemisféricas com paredes arredondadas, vasos com barriga hemisférica/esférica e asas invertidos, vasos de perfil S, potes com pescoço cilíndrico e asas invertidos ou engrossados, vasos profundos com fundo arredondado e vasos com fundo cônico; a cerâmica identificada em QS VIIA/80 foi dividida em quatro grupos: grupo I é marrom avermelhado ou preto com textura porosa, superfície externa ligeiramente alisada e temperamento a base de plantas; grupo II é vermelho, marrom ou preto com menos temperamento com plantas; grupo III é vermelho ou marrom escuro, possivelmente produzido com sedimentos lacustres, e era temperado com areia; grupo IV é vermelho-acastanhado com temperamento a base de areia grossa. A economia era baseada na pesca (tilápias, Clarias, percas, Synodontis), caça (gazelas-dorcas, aves aquáticas) e pecuária (ovinos, caprinos).

#### Baixo Egito
Segundo Butzer "A baixa densidade de assentamentos nas áreas entre Mênfis e os sítios do Alto Egito pode ser resultado do grande tamanho das naturais baixas fluviais no Médio Egito (...) Além disso, a intensidade dos assentamentos modernos no Médio Egito é tal que restos primitivos são provavelmente obscurecida". Muitos sítios do período possuem características comuns que identificam ligações entre os sítios como residências circulares/ovais, silos e sepulturas.

##### Cultura de Merinde
A Cultura de Merinde foi uma cultura da parte ocidental do Delta do Nilo que desenvolveu-se entre 5 000 e 4 100 a.C. no sítio de Merinde Beni-Salama (em torno de 4300-4 100 a.C. sua população situava-se entre 900-2 000 habitantes); segundo datas obtidas no sítio, tal cultura possuiu relação com Faium: "as datas de 5 200-4 500 a.C. são congruentes com a visão de que Merinde, em seus estágios iniciais, estava intimamente associada com o Faium Neolítico".
O sítio de Merinde Beni-Salama era "idealmente situado para aproveitar tanto a generosidade das pastagens semi-áridas fora do Delta e a promessa de aluvião do rico Nilo". Possuía cerca de 200 000 m2 e está dividido em cinco camadas ocupacionais:
- Camada I: fase ocupacional relativamente curta, pois a grande presença de areia (em certo ponto coberta com uma camada de poeira preta) é sinal de que houve mudanças climáticas;[206] Mortensen compara essa evidência com situação semelhante em Omari: "Em Omari este episódio climático não causou qualquer mudança aparente, mas no Merinde pós-aluvião os colonos diferiram igualmente em termos de cultura material e costumes daqueles do Período I".[212] Túmulos no interior do sítio, assim como lareiras, postholes e postes de madeira (indicações de tendas ou cabanas[213]) são visíveis.
- Camada II: foram erigidas, de forma mais densa, lareiras (circulares ou ovais, besuntadas com lama, entalhadas com vãos ocos para bandejas e firedogs), cabanas ovais de madeira e vime e abrigos em forma de ferradura "com a extremidade aberta normalmente para o sudeste, longe dos ventos fortes do oeste que prevalecem nesta região";[214] silos forrados com cestas (como os de Faium) e túmulos (os mortos eram forrados com esteiras; as crianças eram jogadas em valas de detritos[215]) foram identificados por todo o assentamento.[216]
- Camadas III-V: o sítio neste período possui grande densidade e é caracterizado por habitações ovais com degraus (de madeira ou osso), abrigos em forma de ferradura e recintos cercados; a justaposição dos edifícios protegeram o assentamento da areia trazida pelo vento e sua organização e construção evidencia uma comunidade estritamente sedentária.[217]

A indústria lítica é formada por machados cilíndricos alongados, machados trapezoidais, foices, pontas de flecha, raspadores, furadores, cabeças de clavas esféricas ou em forma de pera (possível evidência de conflitos com comunidades vizinhas), facas e serras unifaciais. Figuras antropomórficas de barro, moinhos de mão, mós, paletas (calcita, granito, pedra basáltica preta), vasos de pedra (basalto, diorito), ferramentas feitas com osso (furadores, arpões), marfim e chifres, pequenos objetos em forma de ovo (calcário) interpretados como pesos, um fuso e joias. A cerâmica foi dividida em três tipos: cerâmica (camada I; composta por tigelas, copos e bacias) vermelha ou amarela-acinzentada polida, com temperamento de palha picada e decoração com padrões produzidos com espinhas de peixe; cerâmica (camada II; composta por cálices e copos com pés altos) preta polida com temperamento a base de palha, protuberâncias e semelhança com achados de Omari e Faium; cerâmica (camadas III-IV) semelhante a de Faium.
A economia merindana era baseada na caça (auroques, antílopes, gazelas-dorcas, hipopótamos, gatos e porcos selvagens, hienas, chacais, raposas, leões, doninhas, lebres, ouriços, musaranhos, ratos, gerbilos, tartarugas, crocodilos, aves), pesca (peixes, mexilhões bivalves e mariscos), pecuária (ovinos, caprinos, bovinos e suínos) e agricultura (trigo, sorgo, cevada, ervilhaca, rumex).
A partir da segunda camada ocupacional de Merinde foram evidenciadas diversas características semelhantes entre Merinde e o Faium, especialmente a indústria lítica e a economia; alguns acreditam que a cultura de Faium originou-se em Merinde, enquanto outros imaginam que ambas descendam de ancestrais comuns provenientes da própria África (Núbia) ou do Oriente Médio (Vale do Jordão): "Merinde não é significativamente diferente das aldeias contemporâneas na Palestina, Chipre, e Mesopotâmia e apresenta nenhuma das características distintamente egípcias de povos badarianos". No seio merindano foram evidenciados elementos provenientes tanto do Oriente Próximo (machados lascados, enxós, clavas, vasos com pés, estatuetas e panelas de cabo longo de argila, poços de lama engessada para celeiros, decoração de vasos, criação de suínos, caprinos e ovinos, cultivo de trigo, sepultamento de mortos dentro do assentamento) como do Deserto Ocidental (pontas de flechas de base côncava, culto ao gado, machados cilíndricos, alinhamentos megalíticos, costumes habitacionais e fúnebres) o que indica contatos culturais entre estas regiões e Merinde.
Em conformidade com as cabanas e túmulos produzidos por esta cultura, supõe-se que não houve estratificação social; nos túmulos raramente houve bens, e quando presentes consistiam em grãos ou pingentes. A presença de hematita, material inútil para as atividades cotidianas, é uma possível evidência de práticas rituais; ossos de hipopótamos também foram possivelmente utilizados em rituais.

##### Cultura de Omari
A cultura de Omari desenvolve-se entre 4600-4 400 a.C. e é conhecida a partir da aldeia de Omari (subdividida em A, B, C, D, E, F, Fa e G) e do sítio de Jebel Hofe, localizados próximos da cidade de Heluã a uma distância significativa do Nilo: "Em termos de geomorfologia, Omari não foi um adequado ambiente do rio Nilo; porém, durante o período subpluvial do Neolítico ele forneceu importantes e atraentes recursos ecológicos e geológicos para seres humanos viverem lá". Segundo Debono e Mortensen a cultura desenvolveu-se entre as culturas de Merinde e Maadi-Buto, contudo, estimativas de Kaiser e Hassan afirmam que tal cultura desenvolveu-se contemporaneamente com a fase final de Merinde, e Hassan complementa afirmando que Omari é 500 anos mais velha que Maadi-Buto. Além disso, foram constatadas semelhanças entre as indústrias líticas de Merinde, Omari e Faium, embora isto ainda não possa ser visto como prova conclusiva de ligação entre os sítios em vista da enorme quantidade de divergências entre as culturas.
Especula-se que, embora estas culturas tenham presumivelmente uma origem africana, ela foram influenciadas em sua cerâmica pelo estilo do neolítico palestino e, em certo ponto, também em sua economia. Midant-Reynes, assim como Debono e Mortensen, em vista da presença de artefatos do final do paleolítico nos sítios neolíticos e a constatação de que houve uma cultura epipaleolítica na região de Heluã, supõe-se sem muita contradição de que os habitantes de Omari foram descendentes de caçadores-coletores do período anterior.
Omari, uma aldeia de 375.000 m2 teve quatro fases ocupacionais, as três primeiras caracterizadas pelo uso parcial do sítio e a presença de covas com ou sem cestas o que indica que o sítio foi utilizado para armazenar grãos, e a quarta fase marcada pela ocupação total do sítio e as primeiras evidências de habitações (lareiras, postholes); embora exista evidências habitacionais apenas na quarta fase ocupacional, imagina-se que, desde os primórdios, Omari foi um povoado agrícola sedentário. Alguns pisos de barro foram, segundo as evidências, possivelmente forrados, contudo, Hoffman sustenta a teoria de que na realidade este forro nada mais é do que o telhado que cedeu com o passar do tempo. Foram identificadas 43 sepulturas onde os mortos eram ocasionalmente revestidos com peles ou esteiras e acompanhados por bens; em uma sepultura foi identificado com um morto um cetro entalhado de madeira, o que possivelmente representa estratificação social.
A indústria omariana consiste em ferramentas produzidas em sílex e calcário silicificado (machados polidos, picaretas, lâminas de foices, pontas de flecha de base côncava e triangular, pontas, espigões, facas, serras, lâminas unifaciais de foices, lâminas retocadas e pedunculadas, raspadores, furadores e brocas, pontas dentadas e espigadas, micrólitos), osso e chifre (anzóis, punções, furadores, pinos, agulhas); paletas, vasos de pedra (basalto, calcita), almofarizes, amoladores, fusos, moinhos (quartzito), moedores (madeira petrificada), goivas, martelos, discos perfurados, pilões (madeira petrificada, quartzo, arenito, calcário, sílex), polidores e ornamentos (conchas, espinhas de peixe, ossos de animais e contas de casca de ovo de avestruz, madrepérolas, jadeite, calcário e basalto) foram identificados; gesso, ocre, galena e os primeiros exemplos do uso do cobre foram evidenciados. A cerâmica possuía diversas cores (marrom-amarelada/avermelhada, vermelha, preta, cinza ou esverdeada) foi polida (ocasionalmente coberta com ocre), temperada (palha, papiro ou areia) e não decorada; pequenas e grandes jarras fechadas, vasos (com base plana ou côncava), pratos ovais, bacias, bacias profundas, taças, frascos hemisféricos e copos pequenos são suas principais formas.
A economia de Omari era baseada na agricultura (cevada, trigo, linho), coleta vegetal (Lolium, Echium, centeio, ervilhas, favas, ervilhacas, figos, tâmaras, Rumex, Emex, Lathurus, Thesium, Polygonum, Colcynth, Lathyrus, Ceruana, Paspadlidium, Acacia, Tamarisk, Retanma, Suaeda, Pragmites, Desmostachya), pecuária (burros, bovinos, ovinos, caprinos, suínos, cães), caça (crocodilos, tartarugas, antílopes, hipopótamos, lebres, ratos, aves) e pesca. Postula-se que houve contato comercial com o Sinai e mar Vermelho em vista da presença de conchas, galena e possivelmente sílex cinza fino.

#### Alto Egito

##### Cultura Tasiana

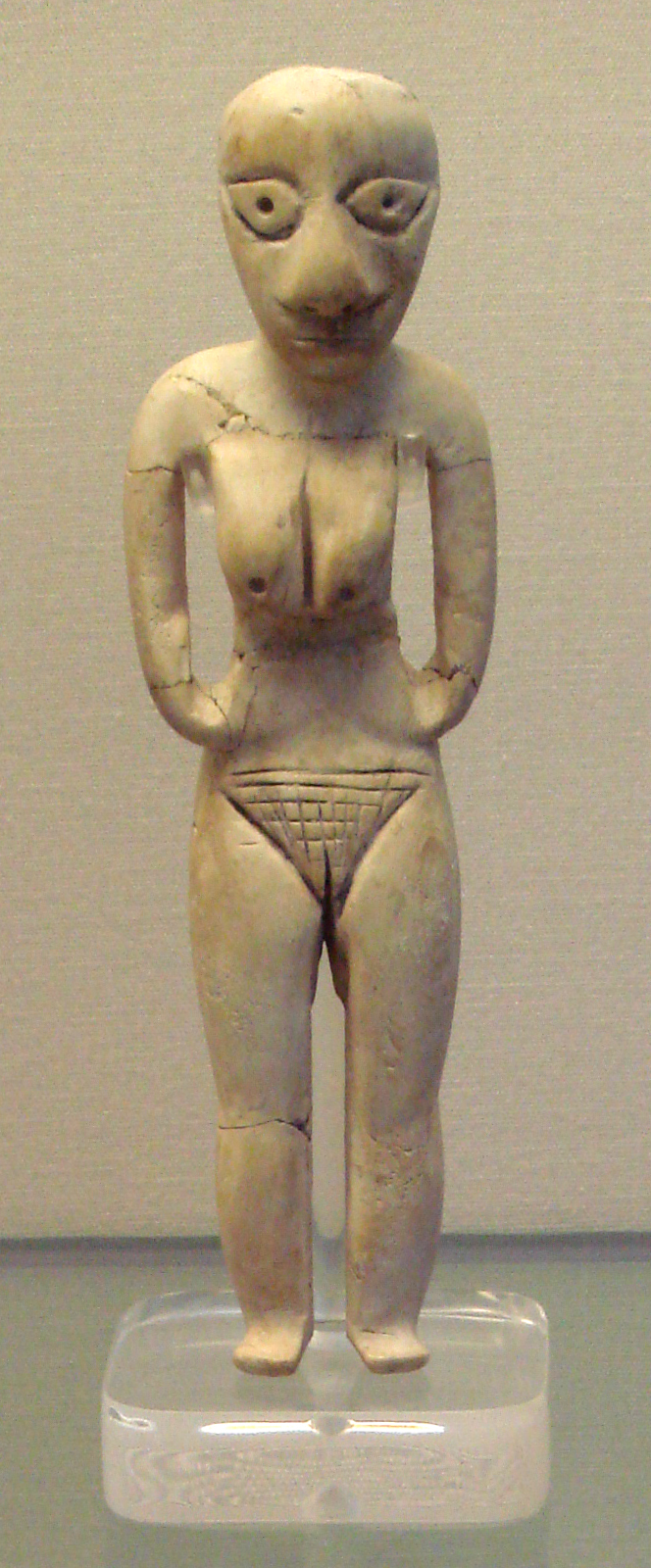
Figurinha badariana com características incisivas

A cultura Tasiana (aprox. 4 500 a.C.), proposta em 1934 após escavações no sítio de Der-Tasa, têm constantemente sido debatida no mundo acadêmico, pois muitos imaginam que ela não exista e que possivelmente não passe de um componente da Cultura de Badari. Recentes descobertas realizadas no deserto oriental, no sítio de Uádi Atula (datado entre 4940-4 455 a.C.), indicam que a cultura tasiana realmente existiu como uma entidade cultural a parte, embora divergências também tenham sido constatadas nas escavações do novo sítio. Material semelhante ao descoberto em Uádi Atula foi identificado no deserto ocidental, no sítio de Gebal Ramlá (perto de Nabta Plaia) e no vale do Nilo em uma caverna em Uádi el-Hol.
A cultura tasiana foi notável pela produção de cerâmica incisa marrom ou vermelha com a parte superior preta. Sua economia era baseada no cultivo de trigo e cevada. Em vista da tenuidade dos achados do período, Flinders Petrie desenvolveu um sistema chamado de Datação Sequencial pelo qual a data relativa, se não a data absoluta, de um determinado local do período pode ser verificado através do exame das alças de peças de cerâmica. Uma vez que há pouca diferença entre a cerâmica Tasiana e Badariana, a cultura Tasiana sobrepõe-se ao local da Cultura de Badari na escala entre S.D. 21 e 29 de forma significativa. A partir do período Tasiano em diante, parece que o Alto Egito foi fortemente influenciado pela cultura do Baixo Egito.

##### Cultura Tarifiana
A cultura Tarifiana desenvolveu-se na primeira metade do milênio V a.C. (aprox. 4 800 a.C.) nos sítios de El-Tarif e MA2/83. No total produziu 5400 artefatos líticos (raspadores e raspadores laterais, lascas, lâminas, entalhes, denticulados, truncados, buris, micrólitos, ferramentas retocadas e bifaciais) de sílex; a cerâmica não possuía decoração e era temperada com palha, fibra, areia ou pedras trituradas. O conjunto lítico revela "Falta de elos fundamentais com as indústrias posteriores das culturas pré-dinásticas, particularmente da Nacadana". Sua economia era baseada na caça e coleta.

##### Cultura de Badari

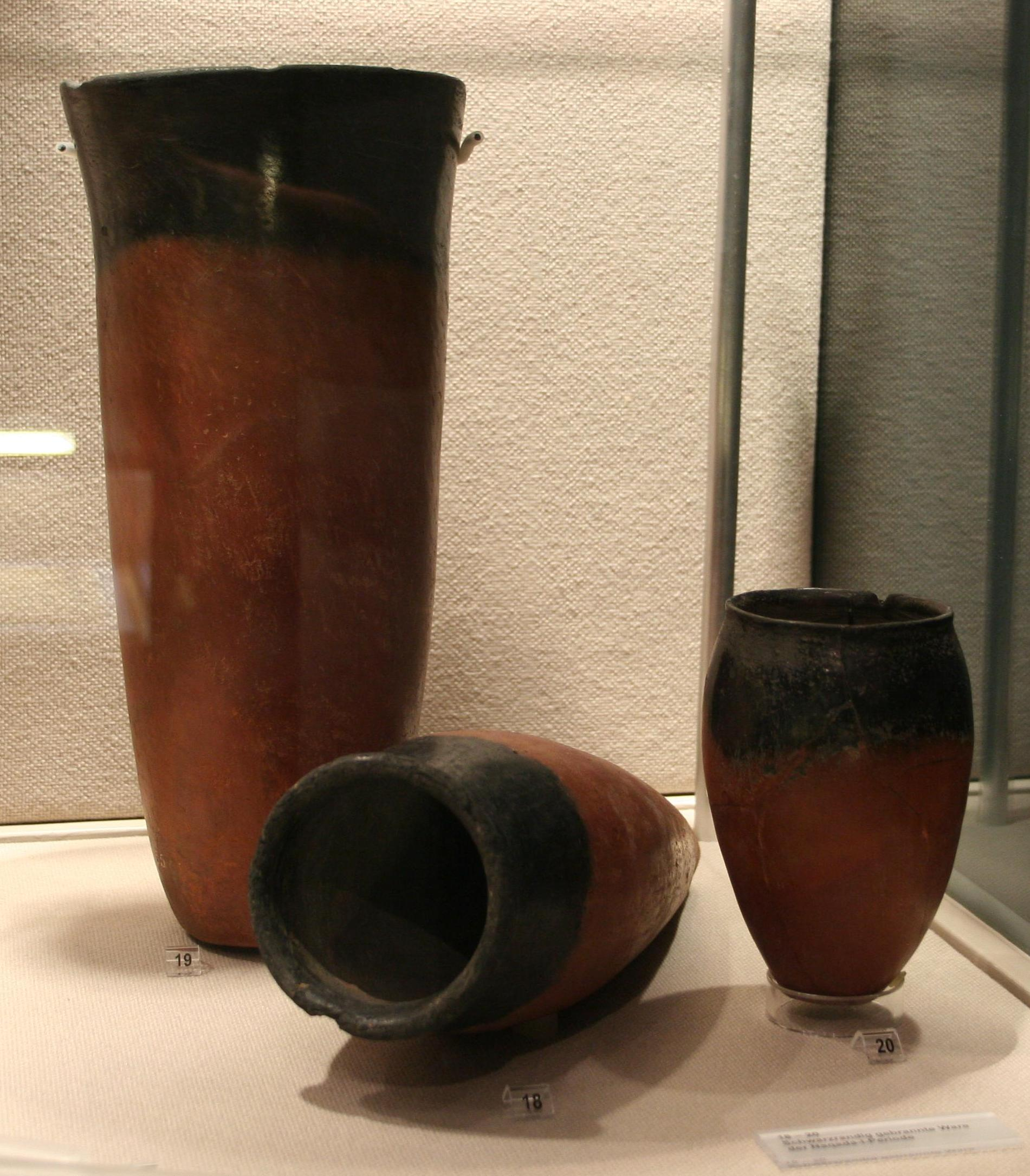
Cerâmica badariana

A Cultura de Badari desenvolveu-se entre 4 400 e 4 000 a.C. (podendo ter existido desde 5 000 a.C.) em Badari, assim como em diversas localidades no Alto Egito e Deserto Oriental. Em seus sítios foram atestadas as primeiras evidências agrícolas do Alto Egito e esta cultura representou um avanço considerável: "Com esta cultura nós inesperadamente mergulhamos em linha reta dentro de um universo simbólico de riqueza incrível, refletindo uma sociedade cada vez mais estruturada e complexa, e esse processo foi acelerado enormemente ao longo do milênio IV a.C., eventualmente contribuindo significativamente para o surgimento da 'Civilização Egípcia'".
Os sítios badarianos eram, em sua maioria, sazonais e são compostos por poços cobertos com lama ou forrados com cestas (possivelmente silos), cabanas (construídas com materiais leves), algumas lareiras e currais. Os cemitérios badarianos localizam-se longe das áreas férteis do Nilo e possivelmente constituem assentamentos anteriormente abandonados; são formados por covas ovais ou circulares rasas contendo, às vezes, uma esteira e uma almofada de palha ou pele embaixo dos mortos que muitas vezes foram revestidos com mantas feitas com pele ou tecido. Os corpos eram depositados contraídos para a esquerda com a cabeça para o sul e, por vezes, trajavam tangas; inumações múltiplas, inumações animais (bovinos, chacais, gazelas, ovinos e caprinos) e espólio tumular (cerâmica, artefatos líticos e crânios animais) são atestados. Estratificação social tem sido associada a desigualdade na distribuição de espólio entre os túmulos e na localização separada dentro do cemitério de túmulos mais ricos.
A indústria lítica baseia-se em lâminas (raspadores, perfuradores) e bifaciais (machados, foices, pontas de flechas de base côncava) de sílex e quartzo; agulhas, alfinetes e furadores foram produzidos com ossos. A cerâmica badariana (taças e tigelas) era penteada (produzindo ondulações), polida, temperada (palha), ocasionalmente decorada (estilos florais) e tinha paredes finas e coloração vermelha ou marrom com parte superior preta. Marfim (pentes, grampos, pinos, contas, colheres, estatuetas), cobre (ferramentas, pinos), argila (estatuetas), malaquita (pigmento), pórfiro, grauvaque, ágata, olivina e ardósia (paletas), basalto (vasos), cornalina, jaspe e esteatita (contas), casca de ovo de avestruz (vasos), alabastro, brecha e calcário modelado foram empregados. A primeira faiança egípcia, assim como os primeiros exemplos de vidro a base de esteatita foram desenvolvidos.
Sua economia se baseava na agricultura (trigo, cevada, lentilhas e tubérculos) e pecuária (ovinos e caprinos), práticas complementadas pela caça (crocodilos) e pesca. Conchas, cobre, lápis-lazúli, turquesa, marfim e pórfiro encontrados atestam contato comercial com o sul, o Delta, mar Vermelho, Palestina e possivelmente Sinai.

#### Núbia

##### Cultura Cartum Variante
A cultura Cartum Variante desenvolveu-se entre 5800-3 500 a.C. na Baixa Núbia, especialmente em torno da segunda catarata Sua indústria lítica (baseada em quartzo, sílex e ágata) foi composta por micrólitos, entalhes, lâminas bifaciais, proto-goivas, denticulados, lunados, raspadores côncavos, perfuradores, mós, geométricos, pontas de flechas pedunculares e buris. A cerâmica tinha diversas cores (avermelhada, marrom clara ou cinza), temperamento (quartzo, feldspato, micáceo) textura granulada ou arenosa e decoração (linhas pontinhadas, linhas tracejadas retas, ziguezagues). A economia era baseada na caça (avestruzes), pesca (peixes e moluscos) e coleta vegetal, o que indica que o estilo de vida era semi-permanente (os sítios também apontam para tal conclusão).

##### Cultura Abcana
A cultura Abcana desenvolveu-se entre 5 000 e 3 500 a.C. na Baixa Núbia, especialmente em torno da segunda catarata.[carece de fontes?] Sua indústria lítica (baseada no uso de quartzo, assim como ocasionalmente quartzito, ágata, sílex, madeira petrificada) tinha como principais formas eram denticulados, micrólitos, pontas, lunados, raspadores laterais, machados, proto-goivas, ferramentas de pedra triturada, lascas entalhadas, lascas e lâminas truncadas e retocadas, buris, brocas e entalhadores. A cerâmica foi produzida com lodo, tinha várias formas (tigelas, bacias, pratos, formas hemisféricas e ovoides), variedade de cores (marrom acinzentado cinza escuro ou preto), superfície polida ou levemente ondulada, temperamento (areia), revestimento (ocre vermelho) e ocasional decoração (linhas paralelas e impressões de triângulos, retângulos, ziguezague e espinhas de peixe); o cemitério R-12 da Alta Núbia apresenta cerâmica com características distintivas da cultura Abcana. Sua economia era baseada na caça (gansos, gazelas, lebres, avestruz, burros e bovinos selvagens), pesca (peixe-gato, perca), criação animal (ovinos, caprinos e possivelmente bovinos) e coleta (ovos de avestruz, moluscos).

##### Grupo El-Melik
O grupo El-Melik e não pode ser comparada a nenhuma tradição cerâmica ou lítica da Núbia; sua indústria lítica é formada por denticulados, lâminas, lascas, micrólitos, lunados, formas geométricas e raspadores. Sua cerâmica era vermelha, temperada (areia, quartzo) e possuía ocasional decoração linear incisa.

##### Grupo Karmakol
O grupo Karmakol, principalmente através de sua cerâmica, possui afinidades com as culturas Cartum Mesolítico e Neolítico. Sua cerâmica (jarros com pescoço, tigelas hemisféricas profundas com asas invertidas) tinha asas em forma de anel, temperamento vegetal e mineral (mica, quartzo, areia), várias cores (marrom amarelado, marrom escuro, rosa amarelado e/ou alaranjado, avermelhado) e incisas barras verticais e ondulações.

##### Grupo Karat
O grupo Karat, principalmente através de sua cerâmica, possui afinidades com as culturas Cartum Mesolítico e Neolítico. Sua indústria baseia-se em seixos fraturados, raspadores finais, entalhes, lunados, micrólitos, lascas entalhadas, brocas, denticulados, buris, ferramentas de pedra triturada, goivas e machados. A cerâmica fina, acastanhada, possui temperamento (areia) e decoração (marcas irregulares e simples padrões "dentes de lobo"), embora foram evidenciados vasos sem decoração.

##### Grupo Tergis
O grupo Tergis não pode ser comparada a nenhuma tradição cerâmica ou lítica da Núbia tendo ela desenvolvido líticos distintivos: produzidos com sílex e ágata suas principais formas são lunados, triângulos, trapézios, micrólitos, raspadores, entalhes, denticulados, lascas escamadas ou apoiadas, mós anéis de pedra. Sua cerâmica era vermelha, temperada (quartzo moído), polida na parte superior e possuía ocasional decoração linear incisa.